# Pablo de Tarso
Pablo de Tarso, de nombre judío Saulo de Tarso o Saulo Pablo, y más conocido como san Pablo (Tarso, Cilicia 5-10 d. C.-Roma, 58-67), es llamado el «Apóstol de los gentiles», el «Apóstol de las naciones», o simplemente «el Apóstol». Fundador de comunidades cristianas, evangelizador en varios de los más importantes centros urbanos del Imperio romano tales como Antioquía, Corinto, Éfeso y Roma, y redactor de algunos de los primeros escritos canónicos cristianos —incluyendo el más antiguo conocido, la Primera epístola a los tesalonicenses—, Pablo constituye una personalidad de primer orden del cristianismo primitivo, y una de las figuras más influyentes en toda la historia del cristianismo.
Del análisis de sus epístolas auténticas se deduce que Pablo de Tarso reunía en su personalidad: sus raíces judías, la gran influencia que sobre él tuvo la cultura helénica y su ciudadanía romana que —en el decir del libro de los Hechos de los Apóstoles— ejerció, lo que le permitió una reconocida interacción con el Imperio romano. Pablo se sirvió de este conjunto de condiciones para fundar varios de los primeros centros cristianos y para anunciar la figura de Jesucristo tanto a judíos como a gentiles. Sin haber pertenecido al círculo inicial de los Doce Apóstoles, y recorriendo caminos marcados por incomprensiones y adversidades, Pablo se constituyó en artífice eminente en la construcción y expansión del cristianismo en el Imperio romano, merced a su talento, a su convicción y a su carácter indiscutiblemente misionero. Su pensamiento conformó el llamado cristianismo paulino, una de las cuatro corrientes básicas del cristianismo primitivo que terminaron por integrar el canon bíblico.
De las llamadas epístolas paulinas, la Epístola a los romanos, la Primera y la Segunda epístola a los corintios, la Epístola a los gálatas, la Epístola a los filipenses, la Primera epístola a los tesalonicenses y la Epístola a Filemón tienen en Pablo de Tarso su autor prácticamente indiscutido. Ellas son, junto con el libro de los Hechos de los Apóstoles, las fuentes primarias independientes cuyo exhaustivo estudio científico-literario permitió fijar algunas fechas de su vida, establecer una cronología relativamente precisa de su actividad, y una semblanza bastante acabada de su apasionada personalidad. Sus escritos, de los que han llegado a la actualidad copias tan antiguas como el papiro {\displaystyle {\mathfrak {P}}}46 datado de los años 175-225, fueron aceptados unánimemente por todas las Iglesias cristianas. Su figura, asociada con la cumbre de la mística experimental cristiana, resultó inspiradora en artes tan diversas como la arquitectura, la escultura, la pintura, la literatura, y la cinematografía y es para el cristianismo, ya desde sus primeros tiempos, una fuente ineludible de doctrina y de espiritualidad.

## Nombre

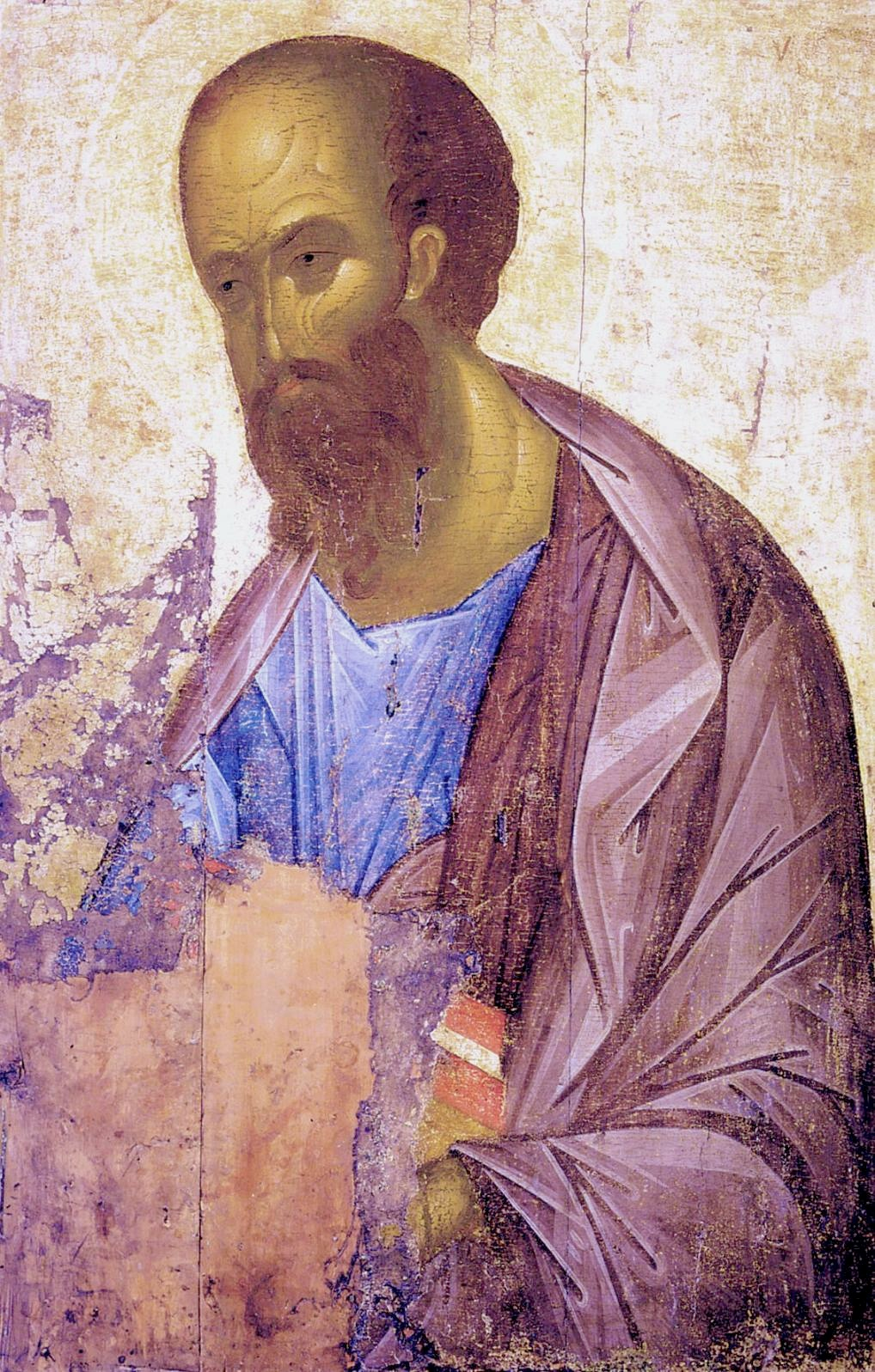
Icono que representa a san Pablo, realizado por Andréi Rubliov hacia el año 1407. De 110 x 160 cm, se atesora en la Galería Tretiakov de Moscú.

Pablo no cambió su nombre al abrazar la fe en Jesucristo como Mesías de Israel y Salvador de los gentiles, ya que, como todo romano de la época, tenía un praenomen relacionado con una característica familiar (Saulo, su nombre judío, que etimológicamente significa ‘invocado’, ‘llamado’), y un cognomen, el único usado en sus epístolas (Paulus, su nombre romano, que etimológicamente significa ‘pequeño’ o ‘poco’).
El Apóstol se llamaba a sí mismo Παῦλος (Paulos) en sus cartas escritas en griego koiné. Este nombre aparece también en la Segunda epístola de Pedro 3:15 y en los Hechos de los Apóstoles a partir de 13, 9.
Antes de ese versículo, el libro de los Hechos lo llama con la forma griega Σαούλ (Saoul) o Σαῦλος (Saulos) (en hebreo: שָׁאוּל‎; en hebreo moderno Sha'ul, y en hebreo tiberiano Šāʼûl). El nombre, expresado en hebreo antiguo, equivaldría al del primer rey del Antiguo Israel, un benjaminita igual que Pablo. Ese nombre significa «invocado», «llamado» o «pedido» (de Dios o de Yahveh).
También se utiliza su nombre Σαῦλος (Saulos) en los relatos de su «conversión». El libro de los Hechos de los Apóstoles señala además el paso de «Saulo» a «Pablo», al emplear la expresión «Σαυλος, ο και Παυλος», «Saulo, también [llamado] Pablo» o «Saulo, [conocido] también [por] Pablo», lo que no significa un cambio de nombre. En el judaísmo helenista, era relativamente frecuente portar un doble nombre: uno griego y otro hebreo.
El nombre Paulos es la forma griega del conocido cognomen romano Paulus, utilizado por la gens Emilia.
Solo se puede conjeturar respecto de la forma en que Pablo obtuvo este nombre romano. Es posible que tuviera relación con la ciudadanía romana que su familia poseía por habitar en Tarso.
También es posible que algún antepasado de Pablo adoptara ese nombre por ser el de un romano que lo manumitió.
Si bien paulus significa en latín ‘pequeño’ o ‘exiguo’, no se relaciona con su contextura física o con su carácter.
Con todo, Pablo pudo dar otro significado al uso del nombre Paulos. Giorgio Agamben recuerda que cuando un señor romano dueño de esclavos compraba un nuevo siervo, le cambiaba el nombre como signo de su cambio de estado o de situación. Agamben señala ejemplos de ello: «Januarius qui et Asellus (Asnillo); Lucius qui et Porcellus (Cochinillo); Ildebrandus qui et Pecora (Ganado); Manlius qui et Longus (Largo); Aemilia Maura qui et Minima (La menor)».
El nombre de la persona aparecía en primer lugar; el nuevo nombre se señalaba al final; ambos nombres se unían por la fórmula «qüi et», que significa ‘el cual también [se llama]’. En el libro de los Hechos de los Apóstoles aparece la frase: «Σαυλος, ο και Παυλος» (‘Saulo, también [llamado] Pablo’), donde «ο και» es el equivalente griego de la expresión latina «qüi et». Agamben propone que Saulo cambió su nombre por el de Pablo cuando mudó de estado, de libre a siervo/esclavo, siendo que se consideraba servidor de Dios o de su Mesías. Siguiendo esa línea de pensamiento, Pablo se habría considerado un instrumento humano pequeño (paulus, ‘pequeño’; san Agustín de Hipona señala lo mismo en el Comm. in Psalm. 72,4: «Paulum […] minimum est»), de poco valor, escogido, sin embargo, por Dios, su Señor, para desempeñar una misión.

## Fuentes

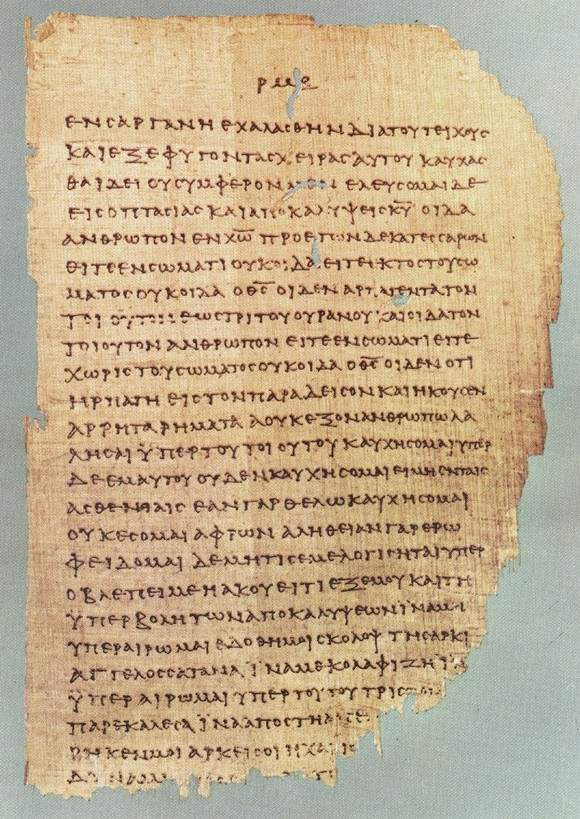
Un folio del papiro ^{46}, conteniendo el pasaje correspondiente a la Segunda epístola a los corintios 11, 33 - 12, 9. El folio presenta una laguna al pie. Se trata de un papiro de categoría I según la clasificación de Kurt Aland y Barbara Aland. Fue datado de los años 175-225.

## Biografía

### Nacimiento de Pablo
Saulo Pablo nació, posiblemente entre el año 5 y el año 10 d. C., en Tarso (en la actual Turquía), por entonces ciudad capital de la provincia romana de Cilicia, en la costa sur del Asia Menor.[cita requerida]

#### Fecha
En la Epístola a Filemón, se declaró ya anciano (presbytés). La escribió estando preso, bien a mediados de la década del año 50 en Éfeso, o bien a principios de la década del año 60 en Roma o Cesarea. Se supone que en aquella época se alcanzaba la ancianidad hacia los cincuenta o sesenta años. A partir de este dato, se estima que Pablo nació a comienzos del siglo I, hacia el año 10 d. C.
Por lo tanto, fue contemporáneo de Jesús de Nazaret, al que no llegó a conocer vivo.

#### Lugar

Localización de las principales sinagogas de la diáspora durante los siglos y, de acuerdo con evidencias procedentes de la literatura, la papirología, la epigrafía y la arqueología. El mapa pone de manifiesto la dispersión judía por el mundo helenístico y romano.

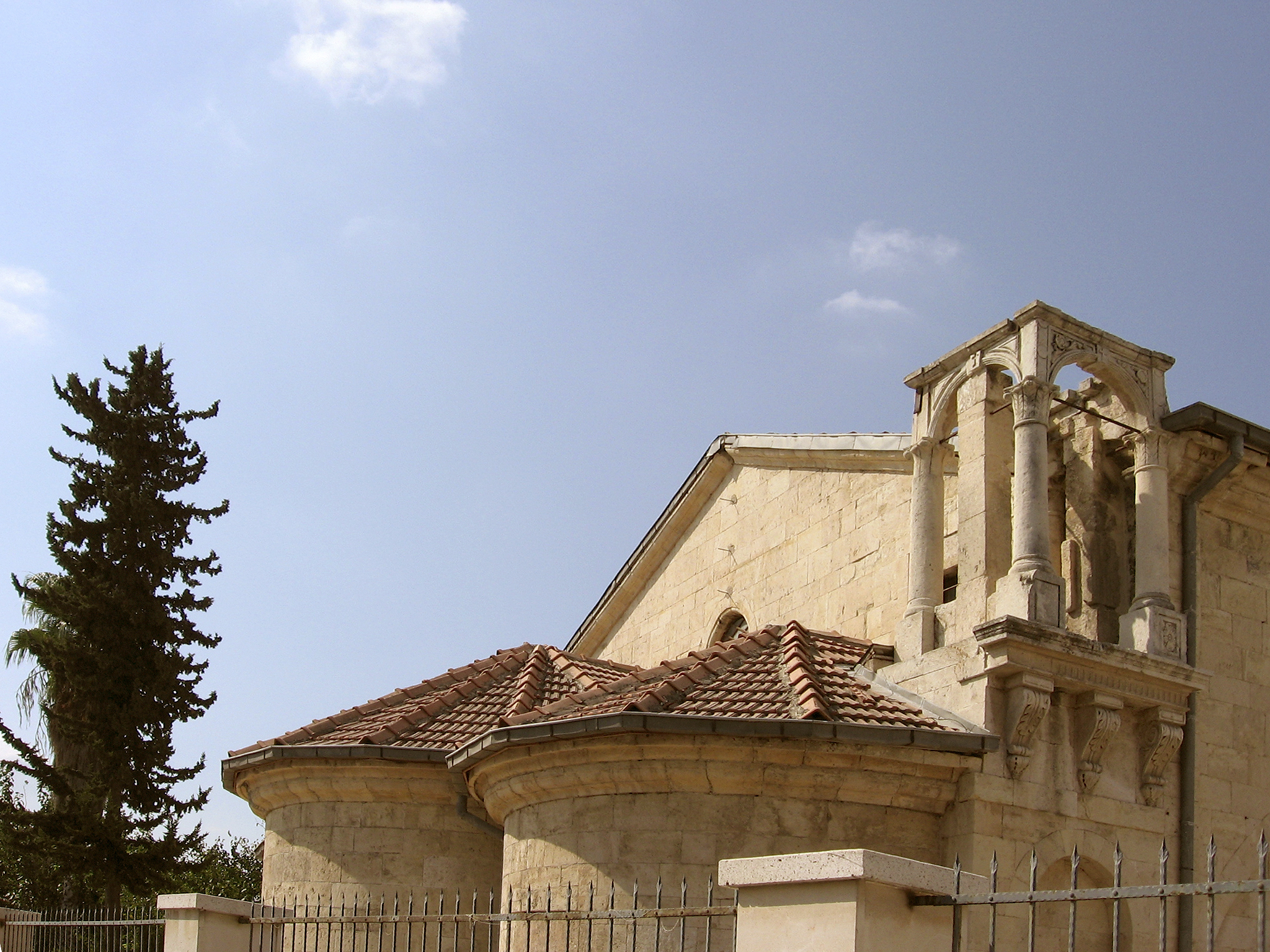
Iglesia de San Pablo en Tarso (Turquía), construida durante los siglos XI o XII. Rediseñada y renovada en 1892, la iglesia fue abandonada en 1923 tras el éxodo de la comunidad cristiana de Tarso, consecuencia de la guerra greco-turca (1919-1922). Luego, fue ligeramente modificada y utilizada para otros fines. En 1994 el Ministerio de Cultura la catalogó como museo histórico y se convirtió en un monumento protegido.

El autor de los Hechos afirma que Pablo era oriundo de Tarso,  ciudad situada en la provincia de Cilicia. Corrobora esta tradición que la lengua materna de Pablo era el griego desde su nacimiento, y que no se observan semitismos en sus epístolas.
Además, Pablo utilizó la Septuaginta, traducción al griego de los textos bíblicos, empleada por las comunidades judías del mundo antiguo más allá de Judea. Este conjunto concuerda con el perfil de un judío de la diáspora nacido en una ciudad helenística. A esto se suma la inexistencia de tradiciones alternativas que mencionen otros posibles lugares de nacimiento, con excepción de una noticia tardía de Jerónimo de Estridón que consigna el rumor de que la familia de Pablo procediese de Giscala, ciudad de Galilea (De viris illustribus 5 —Comentario a Filemón—; fines del siglo IV), noticia considerada en general carente de respaldo.
Por entonces, Tarso era una ciudad próspera, de cierta importancia. Capital de la provincia romana de Cilicia desde el año 64 a. C., estaba enclavada a los pies de los montes Tauro y a orillas del río Cidno, cuya desembocadura en el mar Mediterráneo servía a Tarso de puerto. Tarso poseía importancia comercial, ya que formaba parte de la ruta que unía Siria y Anatolia. Además era el centro de una escuela de filosofía estoica. Se trataba, pues, de una ciudad conocida como centro de cultura, filosofía y enseñanza. La ciudad de Tarso tenía concedida la ciudadanía romana por nacimiento, lo cual explicaría que Pablo fuera ciudadano romano pese a ser hijo de judíos.

#### Ciudadanía romana
La información acerca de la ciudadanía romana de Pablo solo se encuentra en los Hechos de los Apóstoles, y no encuentra paralelismos en las cartas de Pablo, por lo que aún hoy resulta motivo de debate. Contra esta noticia, Vidal García aduce que un ciudadano romano no hubiese sido apaleado, tal como asegura Pablo que le ocurrió a él en 2 Corintios 11, 24-25, ya que estaba prohibido. A favor, Bornkamm señala que el nombre Paulus era romano. Y, si no hubiera sido romano, Pablo no habría sido trasladado a Roma tras su detención en Jerusalén. Sin embargo, hay excepciones a ambos supuestos. Peter van Minnen defendió enérgicamente la historicidad de la ciudadanía romana de Pablo, sosteniendo que Pablo era descendiente de uno o más libertos, de quienes habría heredado la ciudadanía.

### Primeros años, educación y estado de vida
Hijo de hebreos y de la tribu de Benjamín, el libro de los Hechos de los Apóstoles señala además otros tres puntos respecto de Pablo: que recibió su educación en Jerusalén, instruido a los pies del famoso rabino Gamaliel; y que era fariseo.

#### Educación, «a los pies de Gamaliel»
La educación de Pablo es objeto de muchas especulaciones. La opinión mayoritaria de los especialistas señala que recibió la educación inicial en la misma ciudad de Tarso. Asimismo, se sugiere que se habría mudado a Jerusalén posteriormente, siendo adolescente, o ya un joven. Algunos estudiosos, que mantienen una actitud de gran reserva respecto de la información brindada por los Hechos, objetan estos datos. Otros no encuentran razón suficiente para descartar los datos del libro de los Hechos 22, 3 referidos a su educación a los pies de Gamaliel I el Viejo, autoridad de mente abierta. Según Du Toi, los Hechos y las cartas paulinas auténticas respaldan como más probable que Pablo fuera a Jerusalén en sus años de adolescencia. Más importante aún, este estudioso remarca que la dicotomía Tarso–Jerusalén debería superarse mediante el reconocimiento de que la persona de Pablo fue un punto de encuentro e integración de una variedad de influencias. La educación de Pablo a los pies de Gamaliel sugiere su preparación para ser rabino.

#### Fariseo
Que Pablo fuera fariseo es un dato que llegó a nosotros a partir del pasaje autobiográfico de la Epístola a los filipenses:

Circuncidado el octavo día; del linaje de Israel; de la tribu de Benjamín; hebreo e hijo de hebreos; en cuanto a la Ley, fariseo; en cuanto al celo, perseguidor de la Iglesia; en cuanto a la justicia de la Ley, intachable.
Epístola a los filipenses 3, 5-6

Sin embargo, estos versículos forman parte de un fragmento de la carta que algunos autores consideran un escrito independiente posterior al año 70. Hyam Maccoby cuestionó que Pablo fuese fariseo al afirmar que no se observa ningún rasgo rabínico en las cartas paulinas.
Con todo, el carácter fariseo de Saulo Pablo en su juventud suele ser aceptado sin reticencias por otros autores, a lo que se suman las palabras que el libro de los Hechos pone en boca del Apóstol:

Todos los judíos conocen mi vida desde mi juventud, desde cuando estuve en el seno de mi nación, en Jerusalén. Ellos me conocen de mucho tiempo atrás y si quieren pueden testificar que yo he vivido como fariseo conforme a la secta más estricta de nuestra religión.
Hechos de los Apóstoles 26, 4-5

En resumen, Saulo Pablo sería un judío de profundas convicciones, estricto seguidor de la Ley mosaica.

#### Estado civil
Un tema discutido en la investigación del «Pablo histórico» es su estado civil, del cual no existe constancia clara. Los textos de 1 Corintios 7, 8 y 1 Corintios 9, 5 sugieren que cuando escribió esa carta en la primera mitad de la década del año 50, no estaba casado, pero eso no aclara si nunca se había casado, si se había divorciado o si había enviudado.
En general, los investigadores suelen optar por dos posiciones mayoritarias:
1. que habría permanecido célibe toda su vida sin que quede clara la razón precisa, que no sería necesariamente de índole religiosa;[81]
2. que habría estado casado,[82] y luego habría enviudado. Esta posición fue planteada por Joachim Jeremias,[83] y encontró entre otros seguidores a J.M. Ford, E. Arens y, en nuestros días, a S. Légasse.[84] Esta postura supone que Pablo estaba casado porque era preceptivo en el caso de los rabinos.[85] Por lo tanto, cuando Pablo escribió en 1 Corintios 7, 8: «Digo a los solteros y a las viudas, 'bueno es que se queden como yo estoy'», podría ser clasificado entre los viudos (chérais), no entre los solteros (agamois); Pablo no se habría casado de nuevo (cf. 1 Corintios 9, 5). E. Fascher, que defendió el celibato perpetuo de Pablo, mostró objeciones a esta teoría.[86]

Romano Penna y Rinaldo Fabris señalan otra posición posible: que Pablo y su presunta mujer se hubiesen separado. Ese supuesto podría vincularse con el llamado privilegio paulino establecido por el Apóstol, lo cual consiste en el derecho que tiene a romper el vínculo matrimonial la parte cristiana cuando la otra parte es infiel y no se aviene a vivir con ella pacíficamente.

### Saulo Pablo, perseguidor

#### Estancia en Jerusalén
Se ha especulado sobre si, habiendo estado Saulo Pablo en Jerusalén «a los pies de Gamaliel», pudo conocer personalmente a Jesús de Nazaret durante su predicación o al momento de su muerte. Las posiciones de los estudiosos son diversas, pero en general se presume que no fue así, ya que no hay mención de ello en sus epístolas. Resulta razonable pensar que, si hubiera sucedido un encuentro semejante, Pablo lo habría consignado en algún momento por escrito.
Siendo este el caso, cabría también cuestionar la presencia permanente de Saulo Pablo en Jerusalén en sus años de adolescencia o juventud. A partir de Hechos 26, 4-5, Raymond E. Brown sugiere que Saulo Pablo era fariseo desde su juventud. Dado que resultaría infrecuente la presencia de maestros fariseos fuera de Palestina y que, además del griego, Pablo conocía el hebreo, el arameo o ambos, la suma de toda esa información da pie a pensar que al iniciarse la década de los años 30, Saulo Pablo debió trasladarse a Jerusalén con el fin de estudiar más profundamente la Torá.

#### La primera persecución

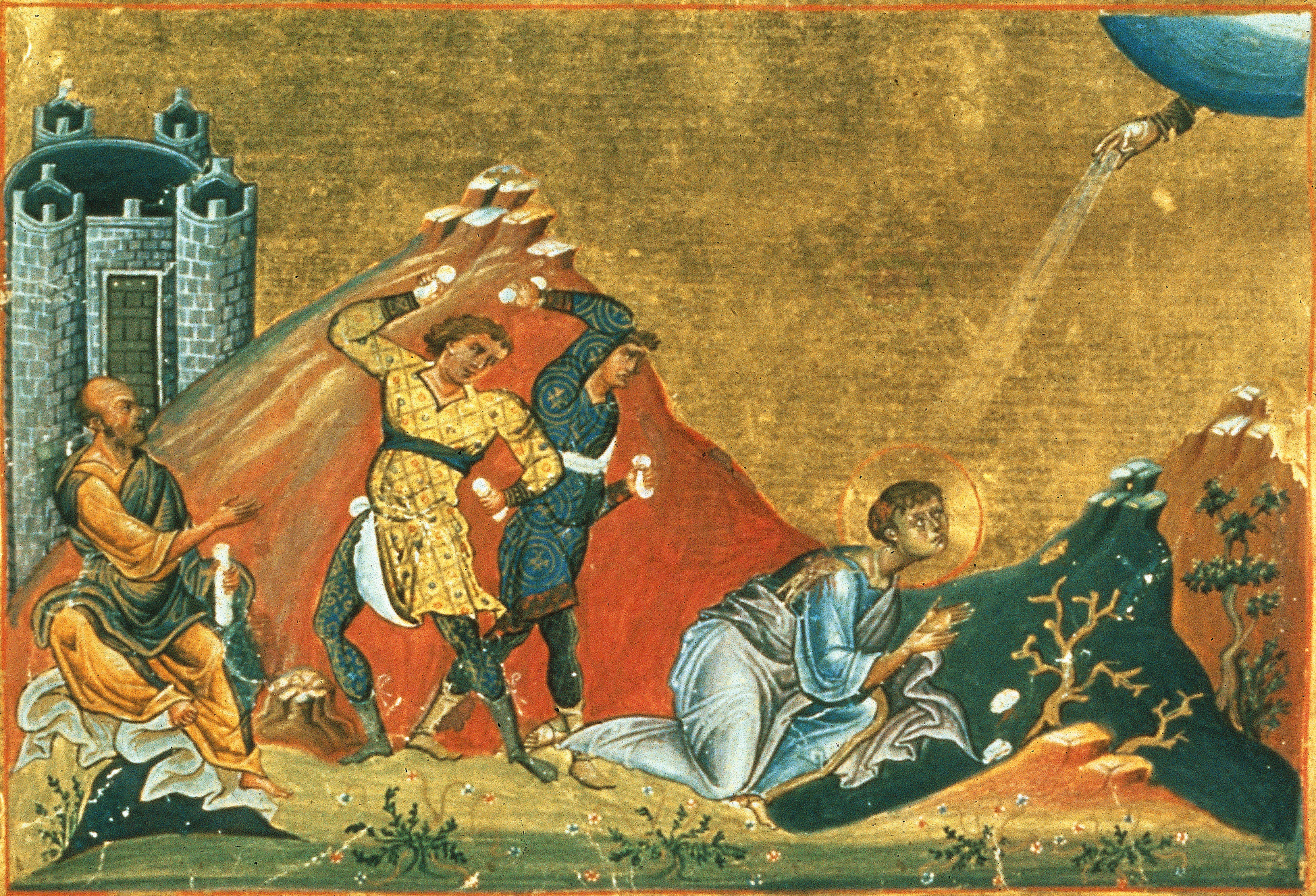
Martirio del diácono Esteban. Se trata de una representación bizantina en miniatura incluida en el menologio de Basilio II, obra de arte señera entre los manuscritos griegos con miniaturas. Datado de fines del o principios del, en la actualidad forma parte de la colección de manuscritos griegos de la Biblioteca Apostólica Vaticana. En la imagen se observa la lapidación de Esteban a la derecha, y a Saulo Pablo, sentado, a la izquierda.

Según los Hechos de los Apóstoles, el primer contacto fidedigno con los seguidores de Jesús lo tuvo en Jerusalén, con el grupo judío-helenístico de Esteban y sus compañeros. Saulo Pablo aprobó la lapidación de Esteban el protomártir, ejecución datada de la primera mitad de la década del año 30.
En su análisis, Vidal García limita la participación de Saulo Pablo en el martirio de Esteban al señalar que la noticia sobre la presencia de Pablo en esa lapidación no pertenecería a la tradición original utilizada por Hechos. Bornkamm argumenta sobre la dificultad de suponer que Pablo haya estado siquiera presente en la lapidación de Esteban.
Con todo, otros autores (por ejemplo, Brown, Fitzmyer, Penna, Murphy O'Connor, etc.) no encuentran razones suficientes para dudar sobre la presencia de Pablo en el martirio de Esteban. Siempre según los Hechos, los testigos de la ejecución de Esteban pusieron sus vestidos a los pies del «joven Saulo» (Hechos 7, 58). Martin Hengel considera que Pablo podría tener en aquellos momentos unos 25 años.
El capítulo 8 de los Hechos de los Apóstoles muestra en los primeros versículos un cuadro panorámico de la primera persecución cristiana en Jerusalén, en el que Saulo Pablo se presenta como el alma de esa persecución. Sin respetar ni a las mujeres, llevaba a los cristianos a la cárcel.

Saulo aprobaba su muerte. Aquel día se desató una gran persecución contra la Iglesia de Jerusalén. Todos, a excepción de los apóstoles, se dispersaron por las regiones de Judea y Samaria. Unos hombres piadosos sepultaron a Esteban e hicieron gran duelo por él.
Entretanto Saulo hacía estragos en la Iglesia; entraba por las casas, se llevaba por la fuerza hombres y mujeres, y los metía en la cárcel.
Hechos de los Apóstoles 8, 1-3

No se habla de matanzas, pero, en un discurso posterior en el templo (Hechos 22, 19-21), Pablo señaló que anteriormente había andado por las sinagogas encarcelando y azotando a los que creían en Jesús de Nazaret. En Hechos 9,1 se indica que las intenciones y propósitos de Saulo eran amedrentar de muerte a los fieles. Y en Hechos 22, 4 se coloca en boca de Pablo su persecución «hasta la muerte», encadenando y encarcelando a hombres y mujeres.
Vidal García y Bornkamm manifiestan su desconfianza respecto de los alcances reales de esa persecución, tanto desde el punto de vista de su extensión geográfica cuanto de su grado de violencia. Barbaglio señala que los Hechos hacen aparecer a Pablo, «no como el perseguidor sino como la persecución personificada», por lo que no se los puede considerar una crónica neutra. Sanders sostiene que esa persecución se debió al celo de Saulo Pablo, y no a su condición de fariseo. Más allá de los alcances precisos de su carácter persecutorio, se podría resumir —en palabras de Gerd Theissen— que la vida del Pablo precristiano se caracterizó por «el orgullo y el celo ostentoso por la Ley».
Una de las epístolas de Pablo relata su actividad antes de su revelación:

[…]pues yo no lo recibí ni aprendí de hombre alguno, sino por revelación de Jesucristo. Pues ya estáis enterados de mi conducta anterior en el Judaísmo, cuán encarnizadamente perseguía a la Iglesia de Dios y la devastaba, y cómo sobrepasaba en el Judaísmo a muchos de mis compatriotas contemporáneos, superándoles en el celo por las tradiciones de mis padres. Mas, cuando Aquel que me separó desde el seno de mi madre y me llamó por su gracia, tuvo a bien revelar en mí a su Hijo, para que le anunciase entre los gentiles, al punto, sin pedir consejo ni a la carne ni a la sangre, sin subir a Jerusalén donde los apóstoles anteriores a mí, me fui a Arabia, de donde nuevamente volví a Damasco.
Epístola a los gálatas 1, 12-17

### La conversión o revelación
Pablo, en sus cartas, afirmó haber visto a Jesús resucitado, pero apenas dio detalles sobre su visión. Presentó esta experiencia como una «visión» (1 Corintios 9, 1), como una «aparición» de Jesucristo resucitado (1 Corintios 15, 8) o como una «revelación» de Jesucristo y su Evangelio (Gálatas 1, 12-16; 1Corintios 2, 10). Pero nunca presentó esta experiencia como una «conversión», porque para los judíos «convertirse» significaba abandonar a los ídolos para creer en el Dios verdadero, y Pablo nunca había adorado a ídolos paganos, ni había llevado una vida disoluta. Los biblistas tienden a acotar a un marco muy preciso el significado del término «conversión» aplicado a Pablo. En realidad, cabe que Pablo interpretara que tal experiencia no lo hacía menos judío, sino que le permitía llegar a la esencia más profunda de la fe judía  ya que por entonces el cristianismo aún no existía como religión independiente.

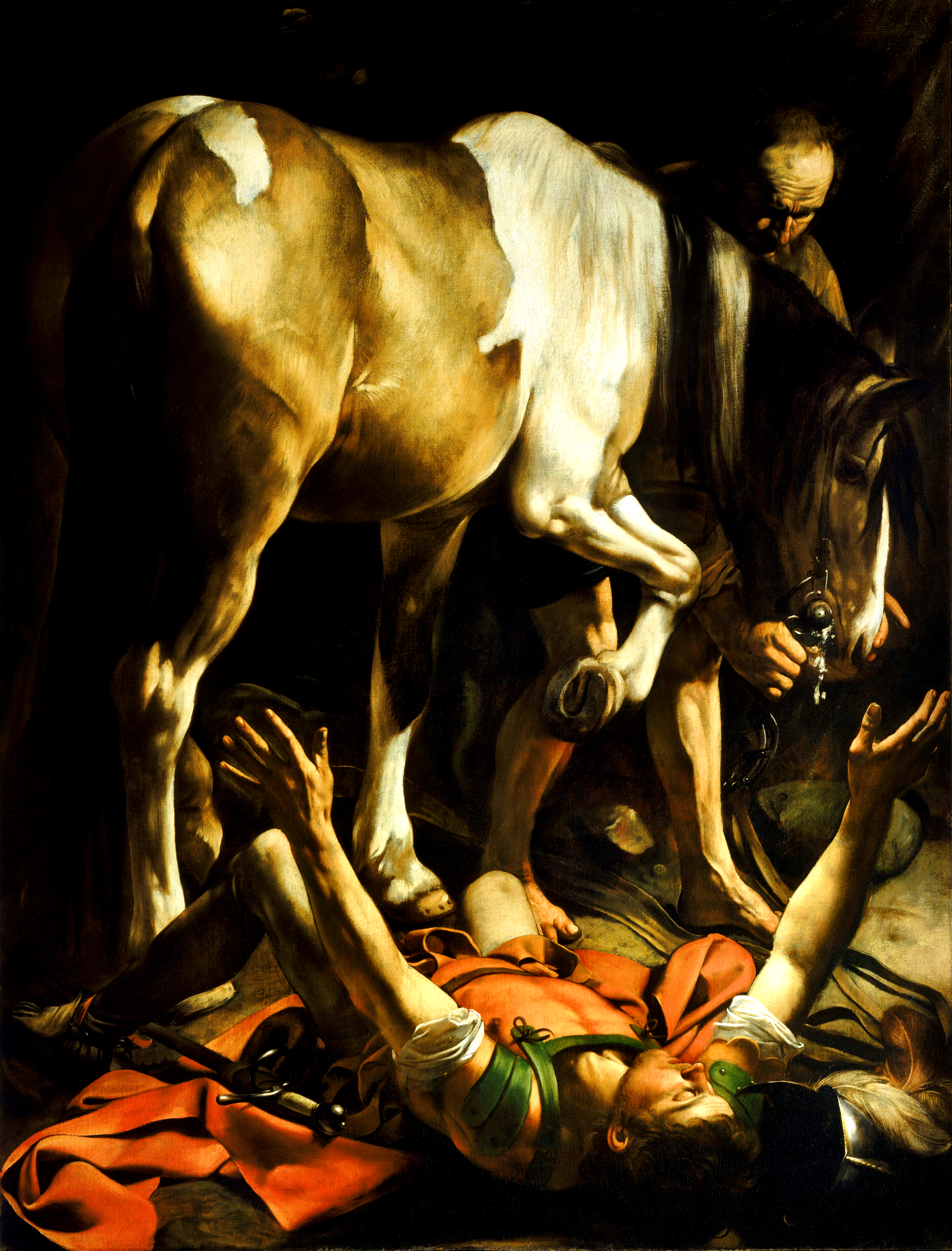
Conversión en el camino para Damasco.
Por Caravaggio, en la Basílica de Santa María del Popolo, en Roma. En las obras de arte y en la creencia popular se tiene la imagen de que Pablo cayó de su caballo, cuando ni en las epístolas paulinas ni en los Hechos de los Apóstoles se menciona la caída de un caballo. Podría tratarse, pues, de un anacronismo.

Fue el autor de los Hechos de los Apóstoles quien construyó un relato detallado, que se repite con variaciones en tres capítulos.Según los Hechos, después del martirio de Esteban Saulo Pablo se dirigió a Damasco, hecho que los biblistas tienden a situar en el término del año subsiguiente a la lapidación de Esteban.

Entretanto Saulo, respirando todavía amenazas y muertes contra los discípulos del Señor, se presentó al Sumo Sacerdote, y le pidió cartas para las sinagogas de Damasco, para que si encontraba algunos seguidores del Camino, hombres o mujeres, los pudiera llevar atados a Jerusalén. Sucedió que, yendo de camino, cuando estaba cerca de Damasco, de repente le rodeó una luz venida del cielo, cayó en tierra y oyó una voz que le decía: «Saulo, Saulo, ¿por qué me persigues?» El respondió: «¿Quién eres, Señor?» Y él: «Yo soy Jesús, a quien tú persigues. Pero levántate, entra en la ciudad y se te dirá lo que debes hacer». Los hombres que iban con él se habían detenido mudos de espanto; oían la voz, pero no veían a nadie. Saulo se levantó del suelo, y, aunque tenía los ojos abiertos, no veía nada. Le llevaron de la mano y le hicieron entrar en Damasco. Pasó tres días sin ver, sin comer y sin beber.
Hechos de los Apóstoles 9, 1-9

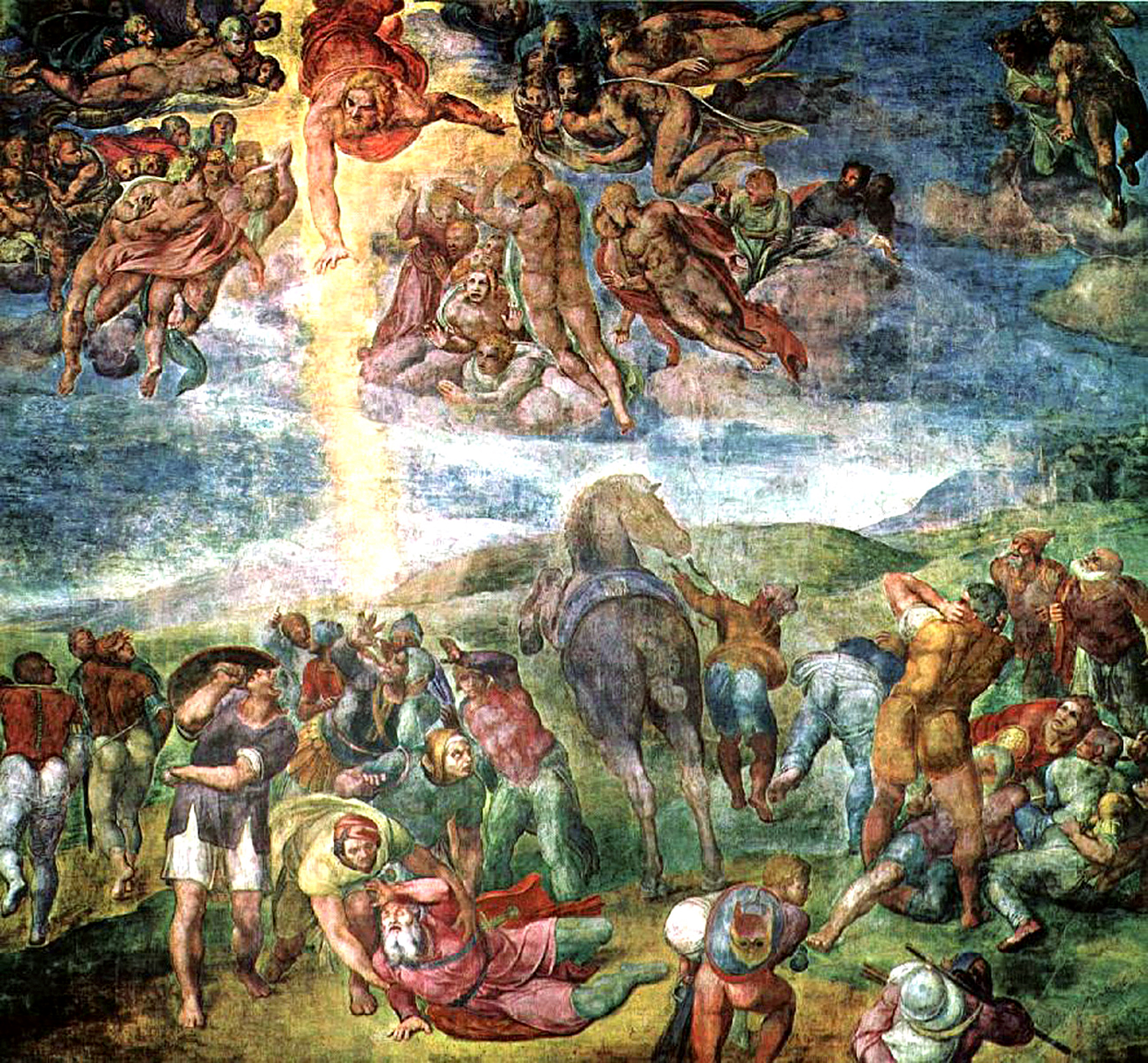
La conversión de San Pablo (1542), obra de Miguel Ángel. En la espiritualidad cristiana, el episodio de Pablo derribado dio origen a una expresión técnica, las llamadas «gracias tumbativas».

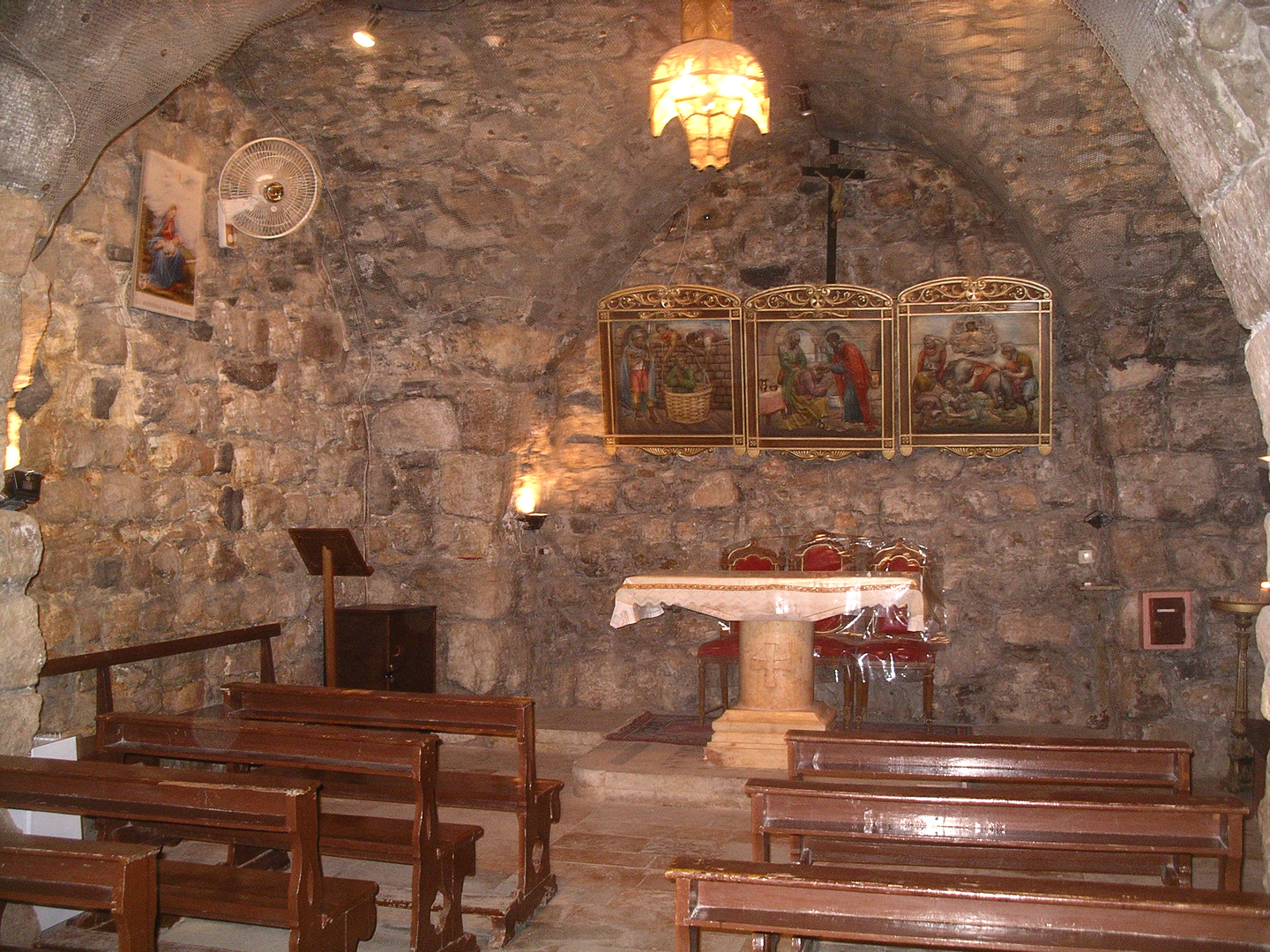
Interior de la llamada casa de Ananías o capilla de San Ananías, en Damasco. Se trata de una cripta de dos habitaciones, situada a unos cuatro metros por debajo del nivel de la calle actual. Se la asocia con el lugar en que Saulo Pablo recuperó la vista y fue bautizado por Ananías.

Existen varios puntos sin resolver respecto de este relato. Por ejemplo, en 1 Corintios 9, 1 Pablo señaló que «vio» a Jesús, pero en ningún pasaje de los Hechos (Hechos 9, 3-7; 22, 6-9; 26, 13-18) ocurre tal cosa. Más aún, los tres pasajes de Hechos no coinciden en los detalles: si los acompañantes quedaron en pie sin poder hablar o si cayeron por tierra; si oyeron o no la voz; asimismo, el hecho de que Jesús hablara a Pablo «en idioma hebreo», pero citando un proverbio griego (Hechos 26,14). Sin embargo, el núcleo central del relato coincide siempre:

— Saulo, Saulo, ¿por qué me persigues?
— ¿Quién eres tú, Señor?
— Yo soy Jesús (de Nazaret), a quien tú persigues.

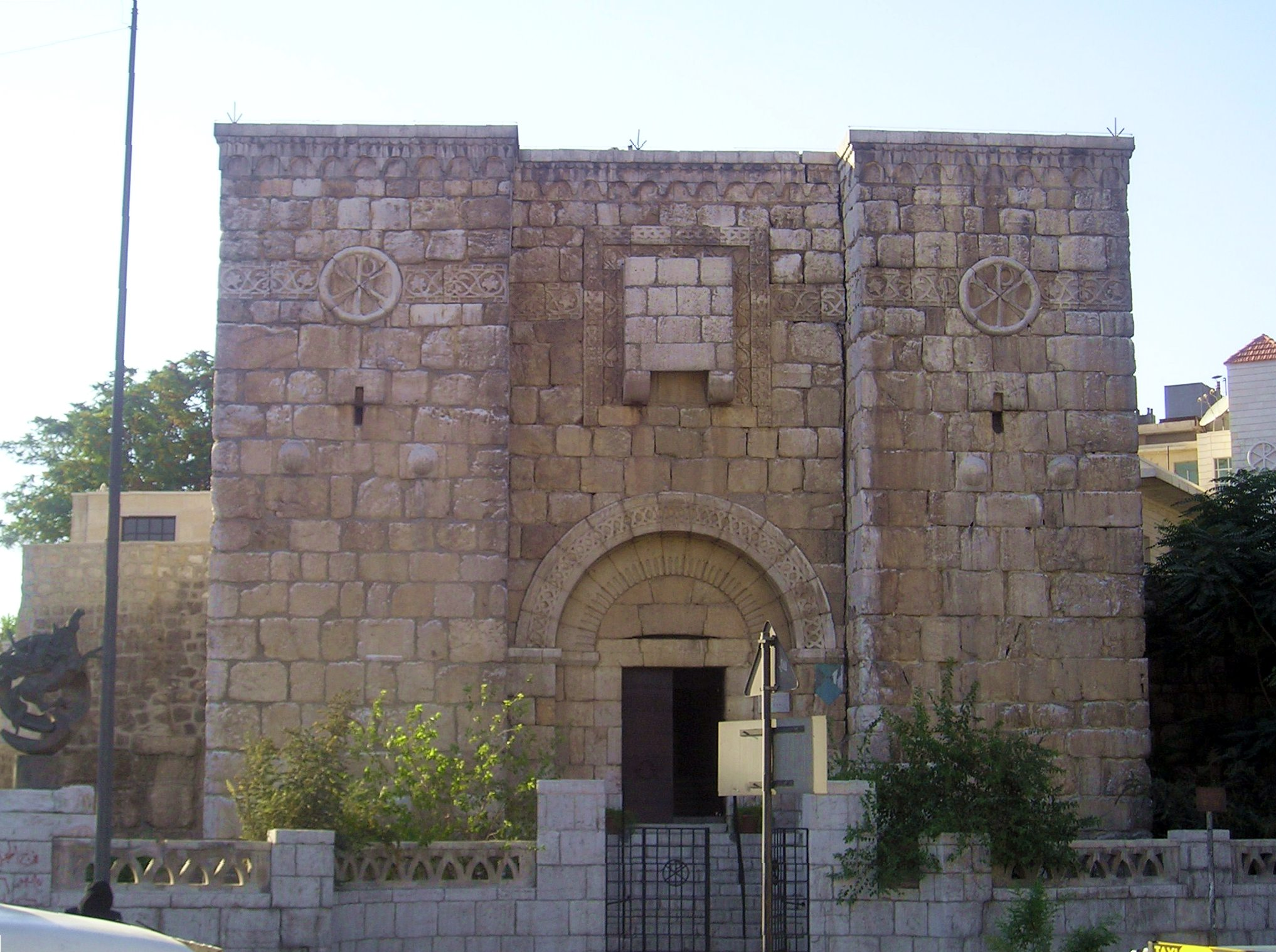
Bab Kisan, uno de los ocho portales de la antigua ciudad de Damasco. El muro fue construido en la época romana. Se lo suele asociar con el lugar en que Saulo Pablo fue descolgado por los discípulos de las murallas en el interior de un canasto para escapar de los judíos que habían tomado la decisión de matarlo (Hechos 9, 23-25). Hoy alberga la capilla de San Pablo.

Como resultado de esa «experiencia» vivida en el camino a Damasco, Saulo de Tarso, hasta entonces dedicado a «perseguir encarnizadamente» y «asolar» con «celo» a la «Iglesia de Dios» según sus propias palabras, transformó su pensamiento y su comportamiento. Pablo siempre habló de su condición judía en tiempo presente, y señaló que él mismo debía cumplir las normas dictaminadas por las autoridades judías. Probablemente nunca abandonó sus raíces judías, pero permaneció fiel a aquella experiencia vivida, considerada uno de los principales acontecimientos en la historia de la Iglesia.
Después del suceso vivido por Pablo en el camino de Damasco, Ananías lo curó de su ceguera imponiéndole las manos. Pablo fue bautizado y permaneció en Damasco «durante algunos días».
Desde la década de 1950 se presentaron trabajos científicos que sugirieron la presunta epilepsia de Pablo de Tarso, y se postuló que su visión y experiencias extáticas pudieron ser manifestaciones de epilepsia del lóbulo temporal. También se propuso un escotoma central como dolencia de Pablo, y que esa patología podría haber sido causada por una retinitis solar en el camino de Jerusalén a Damasco. Bullock sugirió hasta seis posibles causas de la ceguera de Pablo en el camino a Damasco: oclusión de la arteria vertebrobasilar, contusión occipital, hemorragia vítrea secundaria/desgarro de retina, lesión causada por un rayo, intoxicación por Digitalis, o ulceraciones (quemaduras) de la córnea. Con todo, el estado de salud física de Pablo de Tarso permanece desconocido.

### Su ministerio temprano
Pablo de Tarso comenzó su ministerio en Damasco y Arabia, nombre con el cual se hacía referencia al reino nabateo. Fue perseguido por el etnarca Aretas IV,  hecho que se suele datar de los años 38-39, o quizás de antes del año 36.
Pablo huyó a Jerusalén donde, según la Epístola a los gálatas (1, 18-19), visitó y conversó con Pedro y con Santiago. Según los Hechos (9, 26-28), fue Bernabé quien lo llevó ante los apóstoles. Podría interpretarse que fue entonces cuando le transmitieron a Pablo lo que más tarde mencionó en sus cartas haber recibido por tradición sobre Jesús. La estancia en Jerusalén fue breve: se habría visto obligado a huir de Jerusalén para escapar de los judíos de habla griega. Fue conducido a Cesarea Marítima y enviado a refugiarse en Tarso de Cilicia.
Bernabé acudió a Tarso y fue con Pablo a Antioquía, donde surgió por primera vez la denominación de «cristianos» para los discípulos de Jesús. Pablo habría pasado un año evangelizando allí, antes de ser enviado a Jerusalén con ayuda para aquellos que sufrían hambruna. Antioquía se convertiría en el centro de los cristianos convertidos desde el paganismo.

### Viajes misioneros
A partir del año 46 comienzan los tres grandes viajes misioneros de Pablo, que el revisionismo moderno interpreta se iniciaron con anterioridad, después del año 37. Los tres viajes son en realidad una clasificación con fines didácticos.

#### Magnitud de los viajes
Pablo hacía generalmente sus viajes a pie (2 Corintios 11, 26). El esfuerzo realizado por Pablo de Tarso en sus viajes es digno de mención. Si se cuenta únicamente el número de kilómetros de los tres viajes por Asia Menor, se puede dar el siguiente resultado, según Josef Holzner:

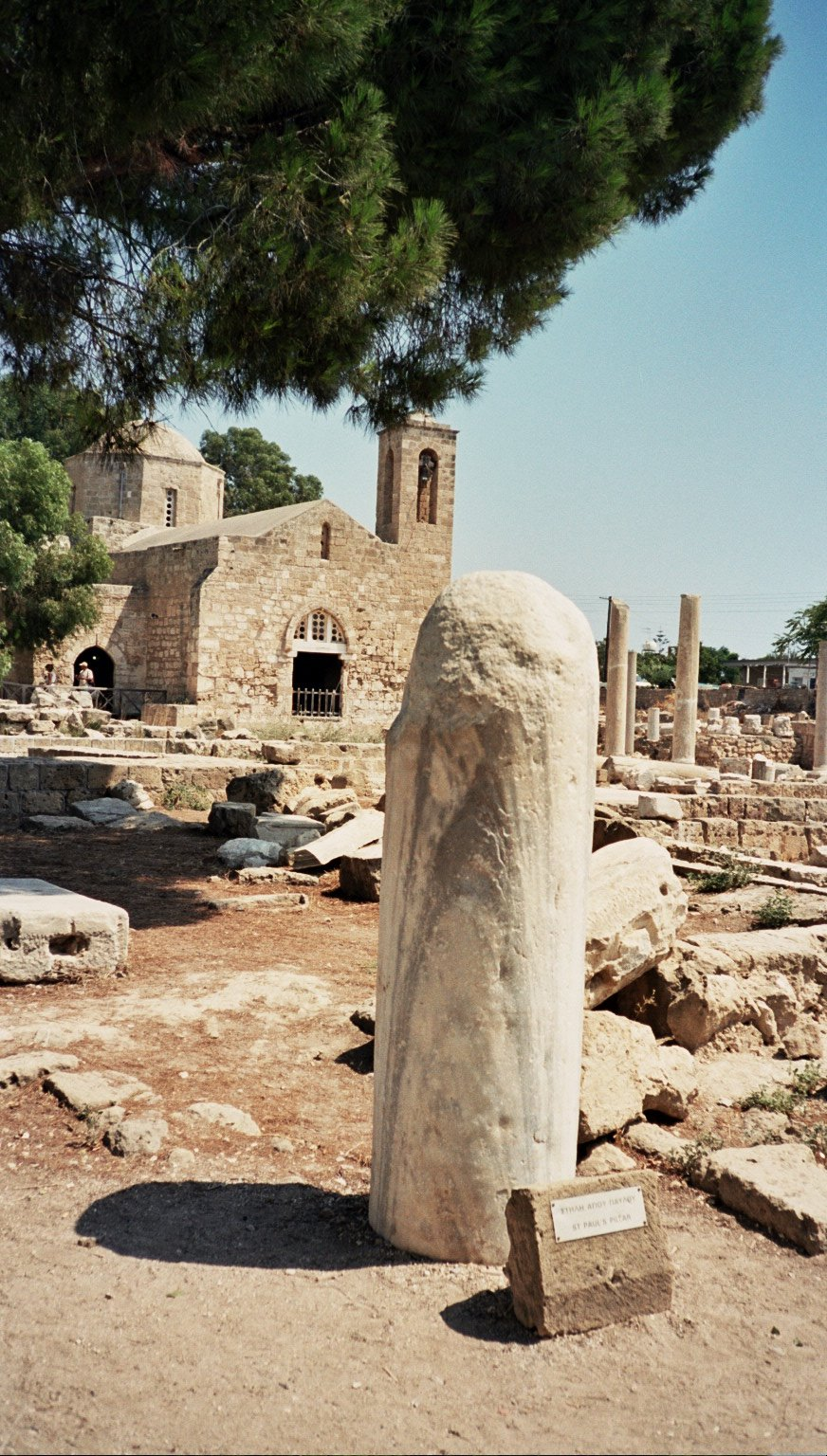
Pilar de San Pablo en Pafos, Chipre. Según Hechos 13, 7-12, el Apóstol convirtió en esta ciudad al procónsul romano Sergio Paulo, durante su primer viaje.

- Primer viaje: desde Atalia, el puerto a donde llegó desde Chipre, hasta Derbe, ida y vuelta, 1000 km.

- Segundo viaje: desde Tarso hasta Tróade, 1400 km. Si se tiene en cuenta el desplazamiento por Galacia hasta su capital, Ancira, hay que añadir 526 km más. Por lo tanto, solamente dentro del Asia Menor recorrió por lo menos 1926 km. Este cálculo de mínimos se debe a que la narración de los Hechos de los Apóstoles es muy general y se limita a decir que anduvo por las regiones de Galacia y Misia.

- Tercer viaje: de Tarso hasta Éfeso, 1150 km. A ello hay que sumar el recorrido por la región de Galacia. En este viaje, solo dentro del Asia Menor recorrió un mínimum de 1700 km.

A lo anterior habría que añadir los viajes por tierras de Europa y por mar, los caminos difíciles, las diferencias de altitud, etc. De una forma muy vívida, Pablo mismo describió en el pasaje siguiente lo que estos viajes implicaron:

En peligros de muerte he estado muchas veces. Cinco veces recibí de los judíos cuarenta azotes menos uno. Tres veces fui azotado con varas; una vez fui apedreado; tres veces padecí naufragio; un día y una noche pasé en el abismo. Viajes frecuentes; peligros de ríos; peligros de salteadores; peligros de los de mi raza; peligros de los gentiles; peligros en la ciudad; peligros en despoblado; peligros en el mar; peligros entre falsos hermanos; trabajos y fatigas; noches sin dormir, muchas veces; hambre y sed; muchos días sin comer; frío y desnudez. Y aparte de otras cosas, mi responsabilidad diaria: la preocupación por todas las Iglesias. ¿Quién desfallece sin que desfallezca yo? ¿Quién sufre escándalo sin que yo me abrase?
2 Corintios 11, 23c-29

En efecto, como viajero desprotegido de toda escolta, sería víctima fácil de bandidos, en particular en zonas rurales poco frecuentadas. Los viajes marítimos no eran más seguros: los vientos podían ser de ayuda proa al este, pero era peligroso poner rumbo a poniente y los naufragios eran frecuentes en cualquier sentido. Aun en las grandes ciudades greco-romanas como Éfeso, Pablo no dejaba de ser un judío, posiblemente con un zurrón al hombro, queriendo cuestionar toda la cultura en nombre de quien había sido considerado un criminal crucificado. Ni aun los «suyos» (los de su «clase», «raza» o «estirpe», es decir, los judíos) dejaban de sancionarlo. Finalmente, su labor ni siquiera finalizaba luego de predicar el evangelio de Jesucristo o conformar una comunidad.
El teólogo protestante alemán Gustav Adolf Deissmann enfatizó el punto al comentar en 1912 que sentía «indecible admiración» a vista del esfuerzo puramente físico de Pablo, que con toda razón podía decir de sí mismo que «azotaba su cuerpo y lo domaba como a un esclavo» (1 Corintios 9, 27).

#### Primer viaje

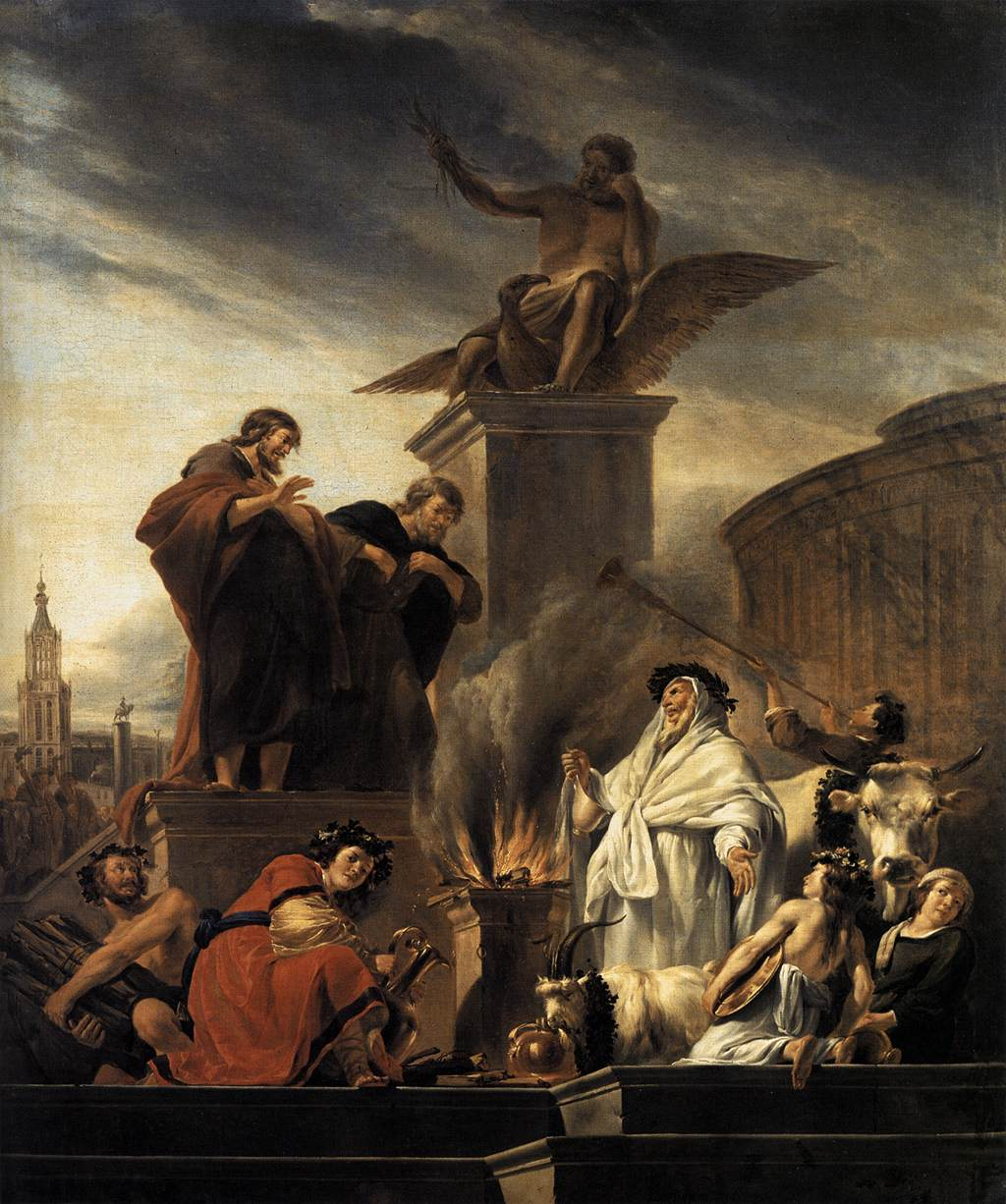
Pablo y Bernabé en Listra (1650), obra del artista neerlandés Nicolaes Pietersz. Berchem. Musée d'art et d'industrie, Saint-Étienne (Francia).

Enviados por la Iglesia antioquena, Bernabé y Pablo partieron en el primer viaje misional (Hechos 13-14), acompañados por Juan Marcos, primo de Bernabé que oficiaba de auxiliar. Del relato surge que Bernabé habría dirigido la misión en sus inicios. Zarparon de Seleucia, puerto de Antioquía ubicado a 25 km de la ciudad, hacia la isla de Chipre, patria de Bernabé.
Atravesaron la isla desde Salamina en la costa oriental de Chipre, hasta Pafos en la costa occidental.
En Pafos, Pablo logró un converso ilustre en la persona del procónsul romano Sergio Paulo. En su séquito se hallaba el mago Elimas, que procuró apartar al procónsul de la fe. Pablo lo llamó «repleto de todo engaño y de toda maldad, hijo del Diablo y enemigo de toda justicia», y dejó a Elimas ciego. Viendo lo ocurrido, el procónsul creyó. Desde Pafos los misioneros navegaron hacia Perge, en la región de Panfilia, en la costa sur del Asia Menor central. Es aquí donde el relato de los Hechos de los Apóstoles comienza a llamar a Saulo con su nombre romano Pablo, quien en adelante encabeza la misión. En esta etapa los dejó Juan Marcos para regresar a Jerusalén, con gran disgusto de Pablo como se indica más adelante.
Pablo y Bernabé continuaron viaje tierra adentro, hacia la Anatolia centro-meridional, tocando las ciudades del sur de Galacia: Antioquía de Pisidia, Iconio, Listra y Derbe. La norma constante en Pablo, tal como la presenta los Hechos, era la de predicar primero a los judíos a quienes suponía más preparados para recibir el mensaje. El relato de los Hechos muestra también la oposición activa que hacían «los de su raza» al anuncio evangélico. Ante la resistencia abierta que le opusieron manifestó su intención de dirigirse en adelante a los gentiles. Los paganos comenzaron a acogerlo gozosamente. Pablo y Bernabé deshicieron el camino desde Derbe, por Listra, Iconio y Antioquía de Pisidia, hasta Perge; embarcaron en Atalía con dirección a Antioquía de Siria, donde Pablo pasó algún tiempo con los cristianos.
Si bien las epístolas auténticas de Pablo no brindan ninguna información sobre este primer viaje, mencionan en cambio que predicó a los gentiles con antelación al concilio de Jerusalén y que sufrió una lapidación, la cual tendría correspondencia con la que padeció en Listra, según los Hechos.

#### Concilio de Jerusalén

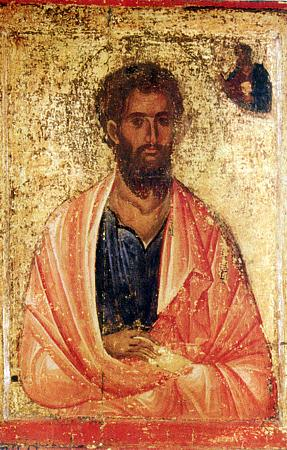
Ícono que representa a Santiago el Justo. Los textos de Gálatas 2, 9 y Hechos 12, 17 y 15, 13 producen la misma impresión: que Santiago ocupaba el primer lugar en la Iglesia de Jerusalén al momento del Concilio de Jerusalén.

Después de la primera misión paulina y durante la breve estadía del Apóstol en Antioquía, arribaron algunos judaizantes, cuya prédica señalaba la necesidad de la circuncisión para salvarse, por lo que desencadenaron un conflicto no menor con Pablo y Bernabé. La Iglesia de Antioquía envió a Pablo, Bernabé y algunos otros (entre ellos Tito, según Gálatas 2, 1) a Jerusalén para consultar a los apóstoles y ancianos. Según las palabras del propio Pablo, esta sería su segunda visita a Jerusalén después de su conversión («una vez más en catorce años»). Este acontecimiento se data tradicionalmente del año 49, en tanto que las posturas revisionistas varían en la datación, entre los años 47 y 51. Según Thiessen, este conflicto activó en Pablo su propia conversión, llevándola a debate público como argumento para instruir acerca del riesgo que implicaba admitir la circuncisión.
Si bien con algunos matices, este hecho aparece tanto en la Epístola a los gálatas como en el libro de los Hechos, y dio lugar a un conciliábulo conocido como el Concilio de Jerusalén, en el que triunfó la postura de Pablo sobre no imponer el ritual judío de la circuncisión a los conversos gentiles.
La decisión adoptada en el concilio implicó un avance en la liberación del cristianismo primitivo de sus raíces judías para abrirse al apostolado universal. La cuestión resuelta allí parece haber sido puntual, aunque con implicaciones doctrinales que excederían el problema planteado. En efecto, Pablo denunciaría más tarde la inutilidad de las prácticas cultuales propias del judaísmo, que incluían no solo la circuncisión (Gálatas 6, 12) sino además las observancias (Gálatas 4,10), para desembocar finalmente en la concepción de que no es el hombre el que logra su propia justificación como resultado de la observancia de la Ley divina, sino que es el sacrificio de Cristo el que lo justifica gratuitamente, es decir, que la salvación es un don gratuito de Dios (Romanos 3, 21-30).

#### Controversia en Antioquía

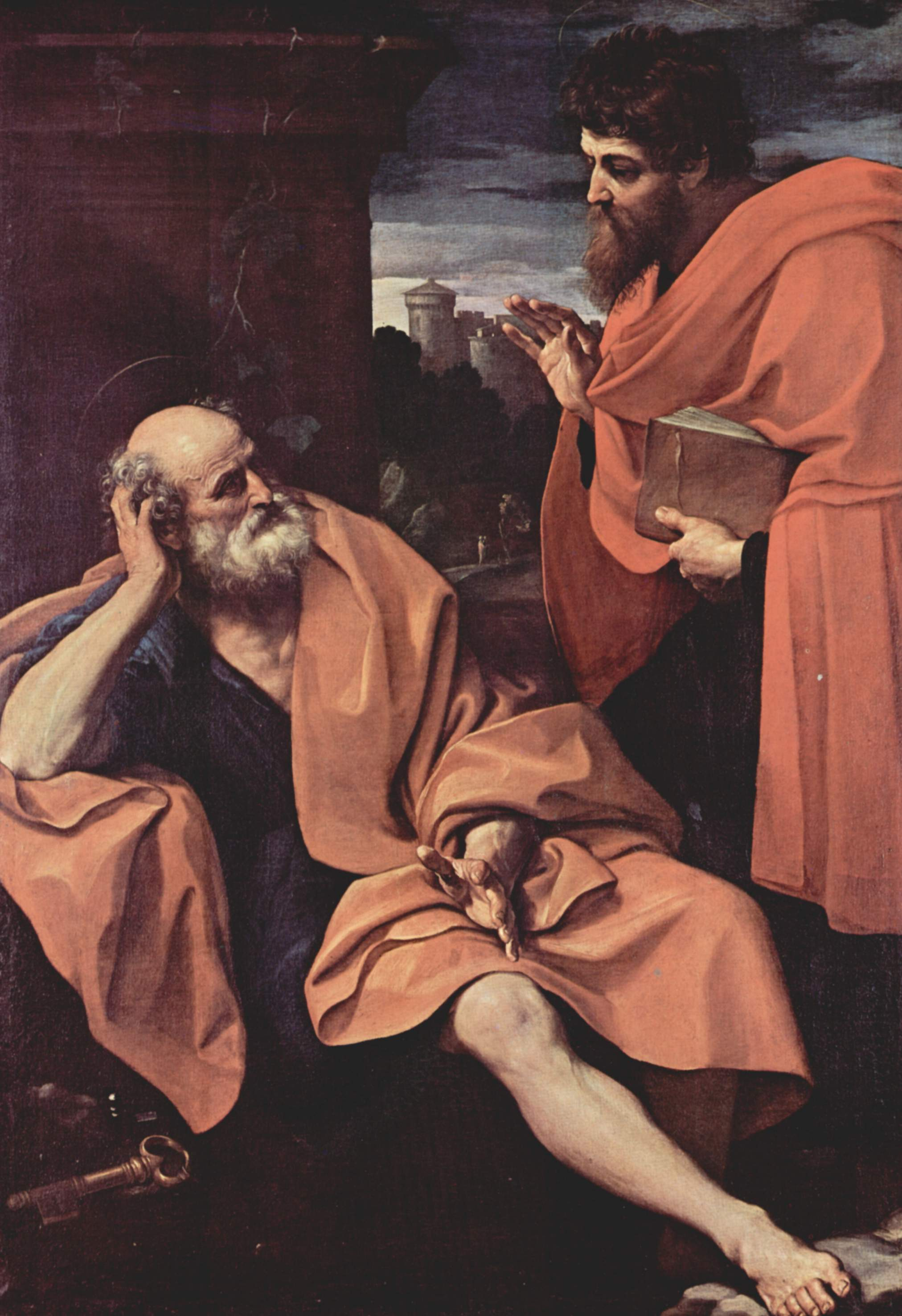
San Pedro y San Pablo (c. 1605), óleo sobre tela de Guido Reni que se conserva en la Pinacoteca de Brera. Ambos apóstoles tuvieron presencia decisiva en el Concilio de Jerusalén y fueron protagonistas de la controversia posterior en Antioquía.

Tras el concilio de Jerusalén, Pablo y Bernabé retornaron a Antioquía donde tendría lugar una disputa de importancia. Según Gálatas 2, 12-14, habiendo Simón Pedro comido con los gentiles, abandonó esta práctica ante la llegada de hombres de Santiago que presentaron objeciones a esa praxis.
Pablo reconocía la posición de Pedro, a quien consideraba uno de los pilares de la Iglesia de Jerusalén, pero se sintió obligado a protestar y «le resistió en el rostro». Le advirtió a Pedro que estaba violando sus propios principios y que no caminaba rectamente de acuerdo con la verdad del evangelio. No se trataba, pues, de una mera diferencia de opinión. Según Bornkamm, Pablo veía en la actitud de Pedro una recaída en el legalismo, que volvía la espalda al evangelio y a lo acordado anteriormente en Jerusalén, minimizando la importancia de la fe en Cristo como superior a la ley.
Es dudoso el resultado final de este incidente respecto de la prevalencia de una opinión u otra. En cualquier caso, el conflicto tuvo consecuencias. Según la Epístola a los gálatas, Bernabé también tomó posición a favor de los hombres de Santiago, y esta podría ser una razón adicional de la separación de Pablo y Bernabé, y de la salida de Pablo de Antioquía en compañía de Silas.

#### Segundo viaje

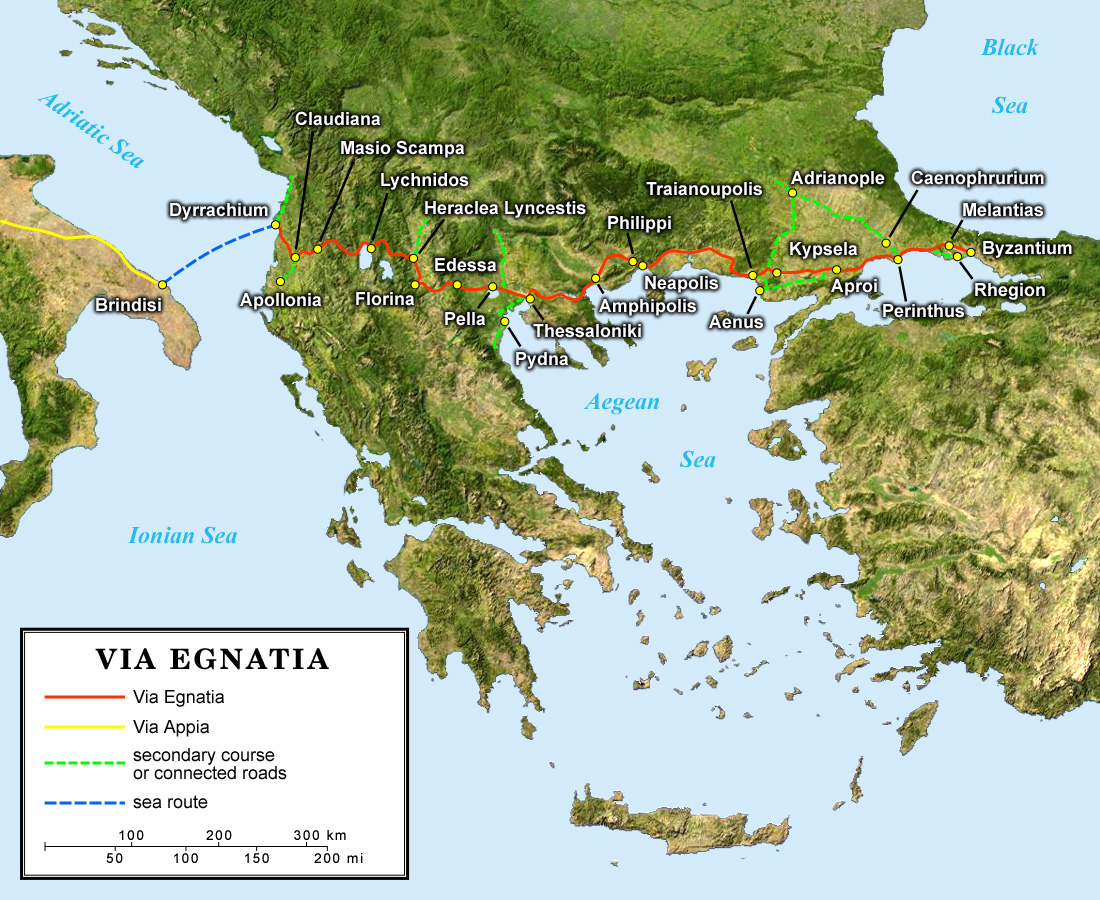
Vía Egnatia, calzada romana que atravesaba la península balcánica para enlazar por mar con la vía Apia conducente a Roma. Fue utilizada parcialmente por Pablo de Tarso en su segundo viaje.

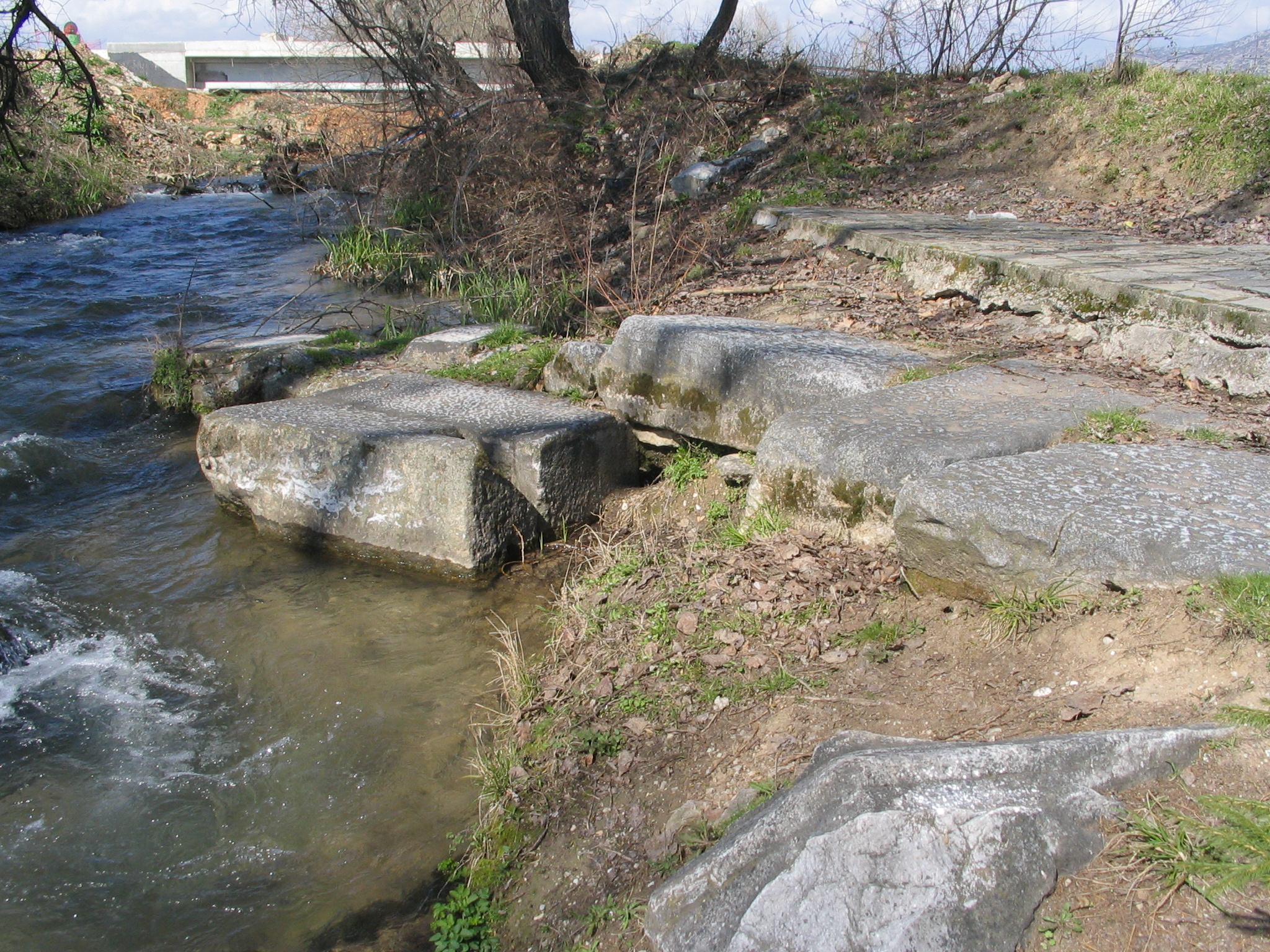
Cimientos del puente romano que cruzaba el río a las afueras de la puerta occidental de la antigua Filipos. Las piedras de pavimentación que perduraron (a la derecha) son parte de la vía Egnatia, la calzada romana que facilitaba los viajes a través de Macedonia a comienzos de nuestra era. Probablemente cerca de allí se conformó a mediados del la comunidad cristiana de Filipos, una de las más apreciadas por Pablo.

En el segundo viaje misionero Pablo se hizo acompañar por Silas. Partieron de Antioquía y, atravesando las tierras de Siria y Cilicia, alcanzaron Derbe y Listra, ciudades del sur de Galacia. En Listra se les unió Timoteo (Hechos 16, 1-3). Luego, a través de Frigia, se encaminó hacia el norte de Galacia, donde fundó nuevas comunidades. Por la Epístola a los gálatas se sabe que Pablo enfermó mientras atravesaba Galacia y que, durante esa estadía no planificada, gracias a su predicación surgieron allí las comunidades gálatas.  No pudiendo proseguir hacia Bitinia, partió de Galacia hacia Misia y Tróade, donde se presume se le unió Lucas.
Decidió ir a Europa, y en Macedonia fundó la primera Iglesia cristiana europea: la comunidad de Filipos. Después de sufrir azotes con varas y prisión a manos de pretores romanos en Filipos, Pablo pasó a Tesalónica, donde tuvo una corta estadía destinada a la evangelización, matizada por sus controversias con los judíos.
La hostilidad de Tesalónica parece haber torcido la idea inicial de Pablo que, según los autores, sería la de dirigirse a Roma, capital del Imperio. Así lo indicaría el hecho de que Pablo transitó la reconocida Vía Egnatia hasta que, luego de Tesalónica, cambió el rumbo para adentrarse más en Grecia. En efecto, la estancia en Tesalónica finalizó con la huida de Pablo a Berea, y su posterior viaje a Atenas, donde intentó infructuosamente atrapar la atención de los atenienses, famosos por su avidez de novedades, con un discurso en el Areópago sobre el evangelio de Jesús resucitado. De allí se dirigió a Corinto, donde permaneció durante un año y medio, acogido por Aquila y Priscila, un matrimonio judeocristiano que había sido expulsado de Roma debido al edicto del emperador Claudio, y que se convertirían en amigos entrañables de Pablo. Durante su estadía en Éfeso, Pablo fue conducido ante el tribunal de Galión, procónsul de Acaya. Se trata de Lucio Junio Anneo Galión, hermano mayor del filósofo Séneca, cuyo mandato se menciona en la llamada inscripción de Delfos, una evidencia epigráfica que originalmente se hallaba en el templo de Apolo, descubierta en Delfos (Grecia) en el año 1905. Desde el punto de vista histórico, esta prueba es considerada clave y segura, y permite datar de los años 50 a 51 la presencia de Pablo en Corinto. En el año 51, Pablo redactó la Primera epístola a los tesalonicenses, el documento más antiguo del Nuevo Testamento. Al año siguiente volvió a Antioquía.

#### Tercer viaje
El tercer viaje de Pablo de Tarso fue sin dudas complejo, y enmarcó su misión más sufrida, por varias razones. Esta etapa incluyó la experiencia de una muy fuerte oposición (en su propio decir, «fieras»  y «muchos adversarios») y de tribulaciones (con probable prisión) que llegaron a «abrumar» al Apóstol, además de verse jalonada por las crisis que sacudieron las comunidades de Galacia y de Corinto y que motivaron la intervención de Pablo y de su equipo, por medio  de sendas epístolas suyas y de visitas personales. Sin embargo, a la postre fue una de las misiones más fecundas. Tradicionalmente esta etapa se data de los años 54 a 57, en tanto que las posturas revisionistas tienden a ubicarla entre los años 51 y 54. En esa etapa de su vida, Pablo escribió buena parte de su obra epistolar.
Desde Antioquía, Pablo pasó por el norte de Galacia y Frigia «para confirmar a todos los discípulos» que había allí, y siguió hasta Éfeso, capital de Asia Menor, donde fijó su nueva sede de misión, y desde donde evangelizó toda el área de influencia acompañado por el equipo que dirigía.

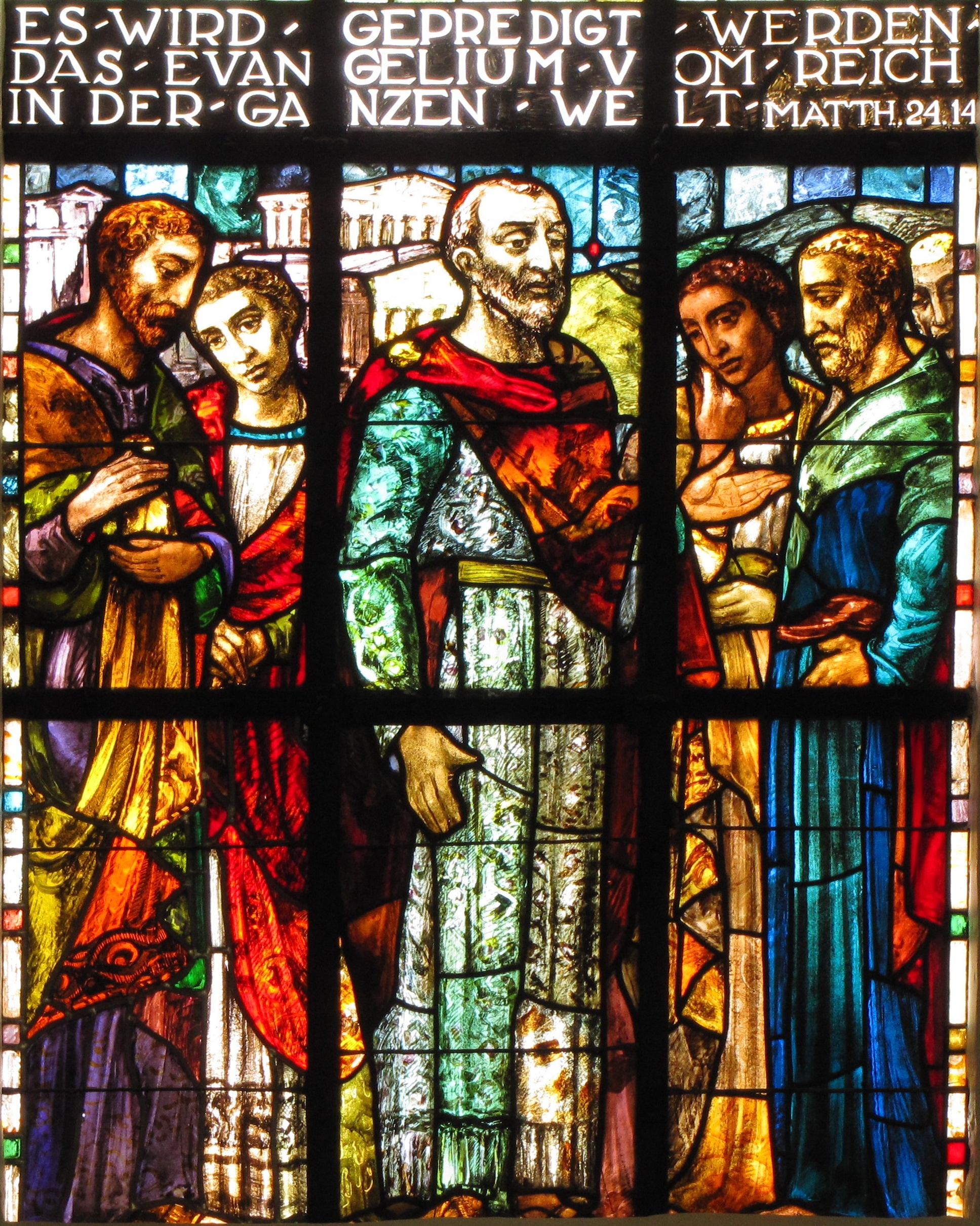
Predicación de San Pablo, uno de los vitrales realizados por Joseph Ehrismann (1880-1937), ubicado en el Templo protestante de " Notre Seigneur Jésus-Christ" en Bischheim, Departamento del Bajo Rin, en la región de Alsacia.

Primero se dirigió a los judíos en la sinagoga pero, como luego de tres meses seguían manifestándose incrédulos, comenzó a impartir sus enseñanzas en la «escuela de Tirano».  No se dispone de más información sobre esta «escuela». Sin embargo, esta breve noticia se considera verídica, aun por parte de quienes asumen una actitud de desconfianza ante el libro de los Hechos de los Apóstoles (por ejemplo Helmut Köester, discípulo de Bultmann, Bornkamm y Käsemann). Algunos conjeturan que se trataría de una escuela de retórica que alquilaba el local a Pablo en las horas libres. El texto occidental (códice de Beza) indica que Pablo enseñaba allí desde las 11 de la mañana hasta las 4 de la tarde («desde la hora quinta hasta la décima»). Si esta noticia es cierta, podría tratarse de una forma temprana de catequesis, efectuada de modo regular. Pero según Vidal, es posible que la enseñanza diaria de Pablo en «la escuela de Tirano» apuntara a una especie de escuela teológica paulina en esa ciudad, lugar de estudio de temas relacionados con la interpretación de la Escritura.
Poco después de llegar a Éfeso, Pablo habría escrito su carta a las iglesias de Galacia, motivada por las pretensiones de unos misioneros judaizantes opositores del Apóstol, que exigían la circuncisión a los cristianos gálatas de origen gentil. Tanto la carta, un manifiesto de la libertad cristiana para oponerse a la tentativa de judaización de aquellas Iglesias, como su portador Tito, tuvieron éxito al lograr la conservación de la identidad paulina de las comunidades de Galacia.
También en esta etapa llegaron a oídos de Pablo noticias sobre graves problemas surgidos en la Iglesia de Corinto: formación de facciones dentro de la comunidad, animadversión contra el propio Pablo, escándalos, y problemas doctrinales diversos, de todo lo cual se tiene noticia únicamente por sus cartas. Pablo les escribió por lo menos cuatro epístolas (según Vidal García, op.cit., hasta seis). De ellas se conservaron hasta hoy las dos conocidas, probables resultantes de la fusión por parte de un recopilador, quizá a fines del siglo I, de los originales fragmentados de cuatro. Las primeras dos cartas, hoy probablemente fusionadas en la que conocemos como Primera epístola a los corintios, constituyeron serias advertencias a esa comunidad contra las dramáticas divisiones dentro de ella, al igual que contra algunos casos escandalosos, como el de la unión conyugal incestuosa, y la práctica de la prostitución. Los problemas con esta comunidad continuaron, fomentados por unos misioneros enfrentados con el equipo paulino. Esto dio ocasión a la tercera carta, representada hoy por el fragmento de 2 Corintios 2, 14 - 7, 4. Entre la tercera y la cuarta carta, Pablo se dirigió a Corinto en la que constituyó una visita dolorosa: se encontró con una Iglesia levantada contra él, que incluso lo agravió públicamente. A su vuelta a Éfeso, Pablo escribió la cuarta carta a la comunidad corintia (2 Corintios 10, 1-13, 13), conocida como la Carta de las lágrimas. No se trataba solo de un mensaje apologético de defensa frente a sus adversarios, sino que estaba cargado de emotividad.

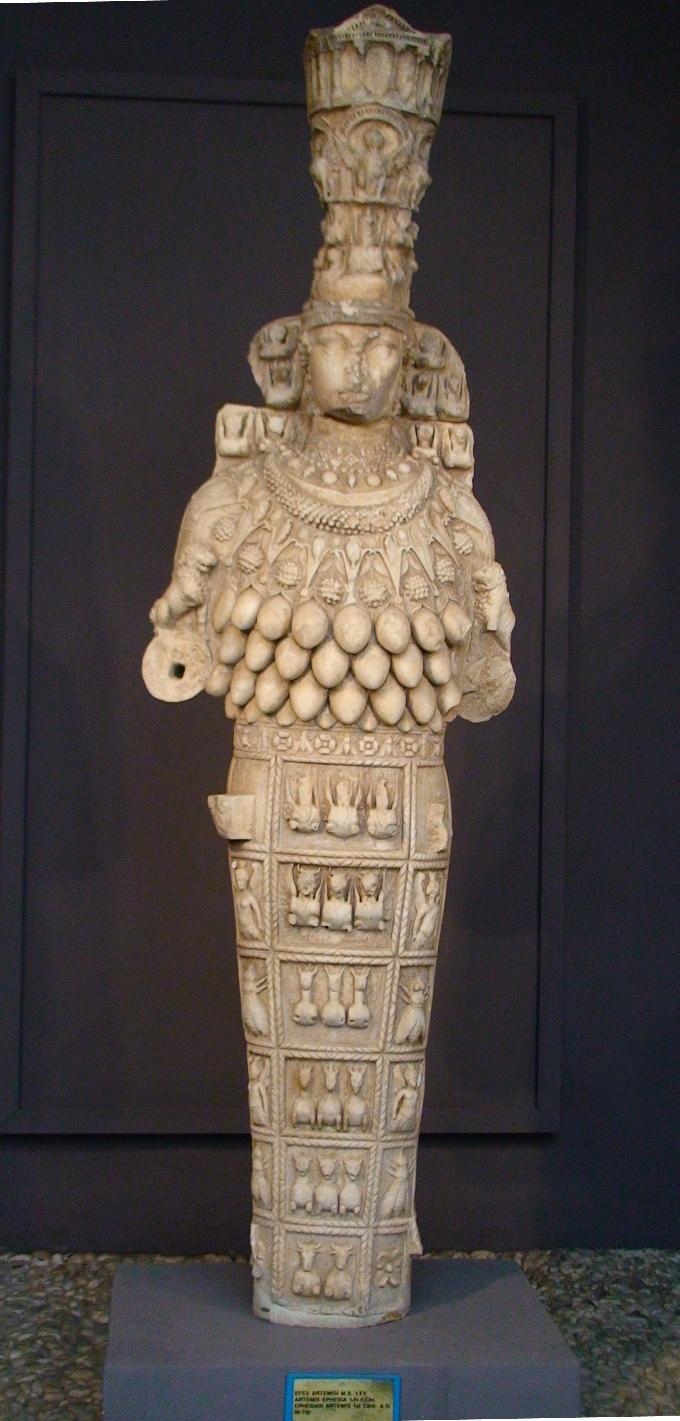
Artemisa como la «Señora de Éfeso», imagen datada del. Se trata de una copia romana de la estatua que era objeto de culto en el templo de Artemisa (Éfeso). Actualmente se conserva en el Museo arqueológico de Éfeso (Selçuk, Turquía).

Se considera segura la estadía de Pablo en Éfeso durante 2 o 3 años. Entre los sucesos narrados por los Hechos se cuentan el enfrentamiento de Pablo con los siete hijos exorcistas de un sacerdote judío y la llamada «revuelta de los plateros», una sublevación hostil provocada por un tal Demetrio y secundada por otros orfebres consagrados a la diosa Artemisa. La prédica de Pablo habría irritado a Demetrio, quien fabricaba pequeños santuarios
de plata copiando el de Artemis de Éfeso, con no pocas ganancias para él.

«Compañeros, vosotros sabéis que a esta industria debemos el bienestar; pero estáis viendo y oyendo decir que no solamente en Éfeso, sino en casi toda el Asia, ese Pablo persuade y aparta a mucha gente, diciendo que no son dioses los que se fabrican con las manos. Y esto no solamente trae el peligro de que nuestra profesión caiga en descrédito, sino también de que el templo de la gran diosa Artemisa sea tenido en nada y venga a ser despojada de su grandeza aquella a quien adora toda el Asia y toda la tierra».
Palabras de Demetrio, según los Hechos de los Apóstoles 19, 25-27

El tono del relato de los Hechos y el cuadro que describe es diferente del de las epístolas paulinas, por lo cual algunos estudiosos no están seguros de su historicidad. En cambio otros, aun señalando la ausencia de estas noticias en los escritos de Pablo, encuentran en sus cartas posibles alusiones a la tumultuosa estancia del Apóstol en Éfeso. Las dificultades que Pablo habría padecido en Éfeso sugieren que el Apóstol podría haber sufrido prisión allí. Esta posibilidad es importante no solo como hecho biográfico, sino además a la hora de datar el tiempo y lugar en que Pablo escribió su Epístola a los filipenses y la Epístola a Filemón, cuyas redacciones en el decir del propio Apóstol tuvieron lugar mientras estaba prisionero (Filipenses 1, 12-14; Filemón 1, 8-13).

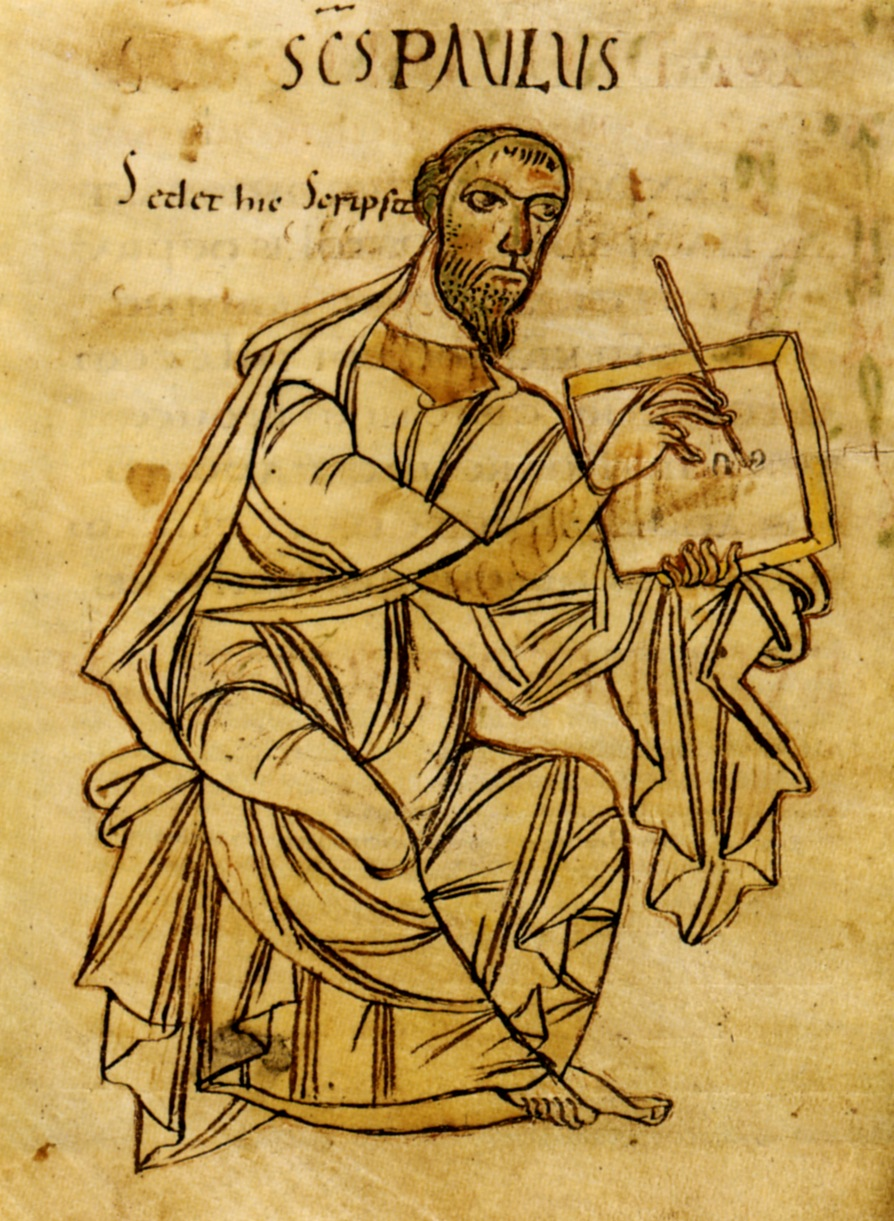
Imagen que representa a San Pablo escribiendo, de una versión manuscrita de las cartas de san Pablo datada de los inicios del (Württembergische Stuttgart Landesbibliothek, HB II 54). El origen del manuscrito se atribuye a la Abadía de San Galo, bajo el escriba Wolfcoz. La imagen resulta de una antigua tradición medieval de representar al autor de un texto. Se cree que es una de las primeras representaciones de san Pablo en el arte europeo. La inscripción dice: «S(AN)C(TU)S PAULUS» y «sedet hic scripsit» («se sienta aquí y escribe»).

No se puede aseverar si, luego de su estancia en Éfeso, Pablo marchó inmediatamente a Corinto o pasó de Macedonia al Ilírico, por vez primera, para girar una breve visita de evangelización. En cualquier caso, Pablo llegó a Corinto, en la que probablemente sería su tercera visita a aquella ciudad. Permaneció tres meses en Acaya.
En aquella época Pablo escribió la que, según la mayoría de los especialistas, fue la última carta de su autoría que se conserva: la Epístola a los romanos, datada de los años 55 a 58. Esta carta es el testimonio más antiguo de la existencia de la comunidad cristiana de Roma, y su nivel de importancia es tal que Bornkamm llega a referirse a ella como «el testamento de Pablo». Pablo señala entonces su proyecto de visitar Roma, y desde allí marchar a Hispania y el Occidente.
Entretanto, Pablo venía pensando en regresar a Jerusalén. En ese tiempo procuró que sus iglesias gentiles realizaran una colecta para los pobres de Jerusalén. Cuando ya había decidido embarcarse en Corinto con rumbo a Siria, algunos judíos tramaron contra él una conjura y Pablo resolvió regresar por tierra, a través de Macedonia. Acompañado por algunos discípulos de Berea, Tesalónica, Derbe y Éfeso, Pablo se embarcó en Filipos hacia Tróade, pasando luego por Aso y Mitilene. Bordeando la costa de Asia Menor, navegó desde la isla de Quíos a la isla de Samos y luego a Mileto, donde pronunció un importante discurso a los ancianos de la Iglesia de Éfeso convocados allí. Luego navegó hasta la isla de Cos, Rodas, Patara de Licia y Tiro de Fenicia, Tolemaida y Cesarea Marítima. Por tierra llegó a Jerusalén, donde habría logrado entregar la colecta que tan arduamente había reunido.
Se sabe por la Epístola a los romanos 15 que Pablo veía con cierta preocupación su retorno a Jerusalén, tanto por la posibilidad de ser perseguido por los judíos como por la reacción que pudiera tener la comunidad de Jerusalén hacia su persona y hacia la colecta realizada por las comunidades que él había fundado.
Llamativamente, los Hechos de los Apóstoles no comentan la entrega de la colecta, lo que podría ser indicio de un final conflictivo en el cual Pablo no alcanzó a disolver los recelos que aún perduraban en la comunidad de Jerusalén respecto de su predicación.

## Arresto y muerte de Pablo

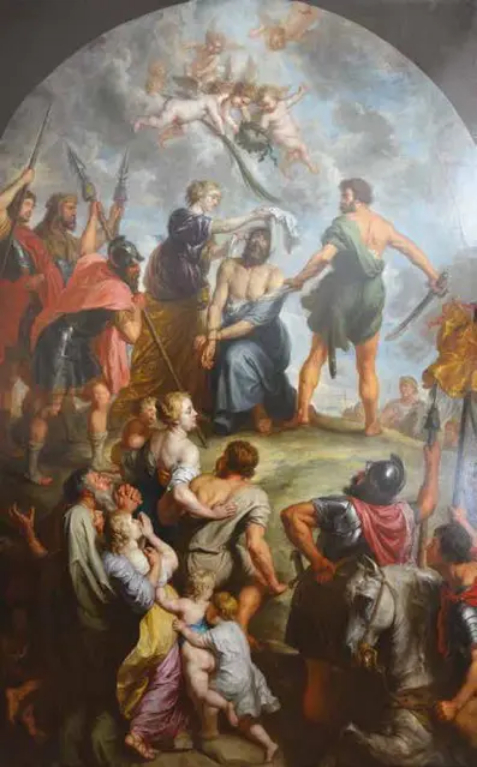
Martirio de San Pablo pintado por Theodoor Boeyermans en 1670.

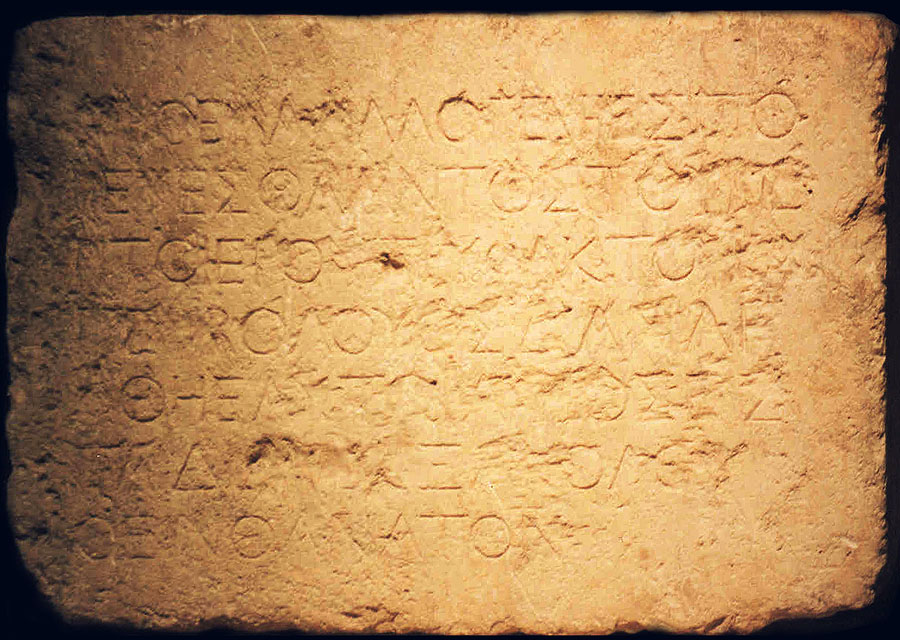
La «inscripción Soreg» - una evidencia epigráfica en griego encontrada en Jerusalén en 1871 y datada de finales del siglo I a. C. o inicios del siglo I d. C. Se trata de una advertencia a los no judíos de no entrar en el santuario del Templo bajo pena de muerte. La inscripción se ubica actualmente en el Museo Arqueológico Nacional de Estambul y a ella hace referencia Flavio Josefo en su obra Antigüedades judías XV. Esta evidencia puede relacionarse con la acusación hecha a Pablo de patrocinar una violación de la Ley y de profanar la santidad del Templo al introducir en él a unos griegos (Hechos 21, 27-28).

La última etapa de la vida de Pablo, que abarca desde su apresamiento en Jerusalén hasta su estancia en Roma, tiene como fuente fundamental el relato de Hechos de los Apóstoles 21, 27 - 28, 31, que termina sin dar ninguna información sobre la muerte del Apóstol. Si bien autores cualificados de diversas extracciones reconocen que el relato no responde a criterios estrictos de historicidad al detalle, sin embargo los teólogos cristianos consideran que el relato atesora noticias históricas sin duda fidedignas.
Según el libro de los Hechos, Santiago aconsejó a Pablo que se comportase en Jerusalén como un judío piadoso y practicante,  y Pablo aceptó. Cuando el período ritual de setenta días estaba por cumplirse, algunos judíos procedentes de la provincia de Asia vieron a Pablo en los recintos del Templo y le acusaron de patrocinar una violación de la Ley y de haber profanado la santidad del Templo introduciendo en él a gentiles. Intentaron matarlo en una revuelta, de la que fue sustraído mediante el arresto por parte del tribuno de la cohorte romana con asiento en la Fortaleza Antonia. Conducido ante el Sanedrín, Pablo se defendió y terminó por suscitar una disputa entre los fariseos y los saduceos, ya que estos últimos no creían en la resurrección mientras que los fariseos sí. Seguidamente, los judíos se habrían confabulado para matar a Pablo pero el tribuno lo envió al procurador de la provincia de Judea, Marco Antonio Félix, que residía en Cesarea Marítima, ante quien volvió a defenderse. El procurador postergó el juicio y dejó a Pablo en prisión durante dos años. El caso fue revisado solo después de la llegada del siguiente procurador, Porcio Festo. Por haber apelado al César, Pablo fue enviado a Roma. La cronología más tradicional de la vida de Pablo ubicaba la redacción de la Epístola a los filipenses y de la Epístola a Filemón en este período de cautividad de Pablo en Cesarea Marítima, o posteriormente en su prisión en Roma.
Del largo y detallado relato de Hechos sobre el azaroso viaje de Pablo a Roma en calidad de prisionero, algunos autores toman como fidedignos la prolongada duración de la travesía, el acompañamiento de que fue objeto, y una detención obligada en la isla de Malta, que pudo extenderse durante tres meses.
El libro de los Hechos de los Apóstoles otorgó a la llegada de Pablo a Roma una importancia adicional al mero carácter histórico: para él significaba el cumplimiento de lo que consideraba ya previsto por Jesús en el comienzo del mismo libro respecto de que el Evangelio sería llevado a todas las naciones. Algunos estudiosos señalan además cierta ironía apologética en la forma en que el libro de los Hechos de los Apóstoles describe la llegada de Pablo a Roma: no por libre voluntad, como se lo había propuesto una década antes sin lograrlo, sino como prisionero sujeto al César, con lo que los romanos se convirtieron en agentes indirectos del afianzamiento del evangelio en el centro mismo de su imperio.

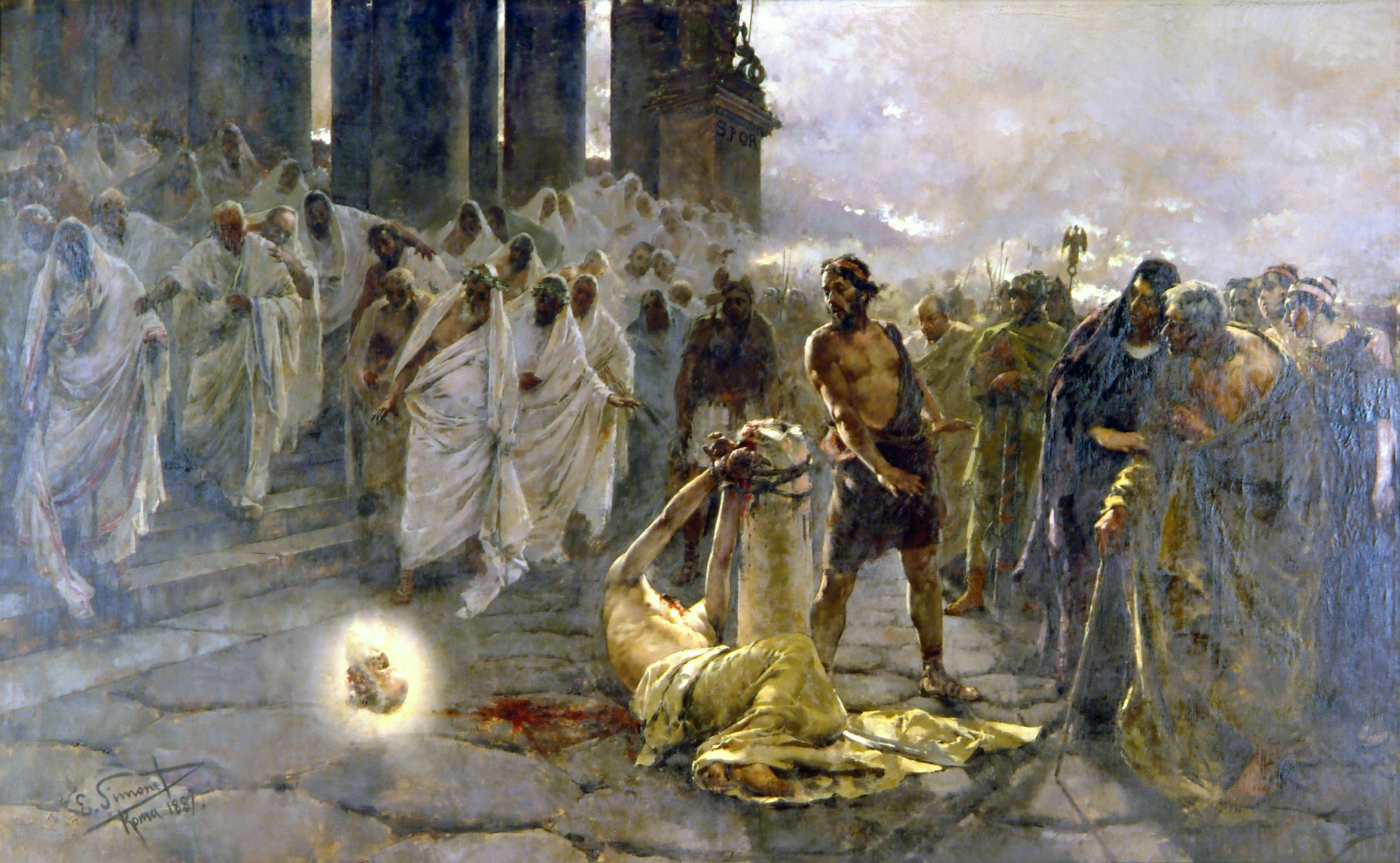
Decapitación de San Pablo (1887), de Enrique Simonet. Firmada en Roma, la obra fue donada más tarde por el padre del artista a la Catedral de Málaga, donde puede contemplarse en la Capilla de la Virgen de los Reyes.

Según estudiosos cristianos, la cautividad de Pablo en Roma habría tenido una duración de dos años, tiempo en que el Apóstol no vivió encarcelado sino en custodia lo que, sin embargo, acotó sus libertades.
Una de las cuestiones sobre la que no existe una definición clara es si, luego de esa custodia domiciliaria de Pablo en Roma, se produjo su liberación seguida de algún otro viaje, por ejemplo el que tenía proyectado a Hispania. Favorecen esta hipótesis la Primera epístola de Clemente y el Fragmento Muratoriano. En el presente se tiende a desconsiderar estas noticias como carentes de suficiente sustento. Tanto quienes piensan que Pablo llegó a Tarraco como los que piensan que nunca llegó admiten que por el momento no es posible llegar a una conclusión clara y definitiva sobre el tema.
Independientemente del Nuevo Testamento, la tradición de los Padres de la Iglesia afirmó que Pablo murió en Roma bajo el gobierno de Nerón (54-68 d. C.) de manera violenta. Fue Ignacio de Antioquía el primero en mencionar el martirio de Pablo en su Carta a los efesios XII, escrita probablemente en la primera década del siglo II,si bien de manera algo ambigua. Más tarde, Eusebio de Cesarea afirmó categóricamente que "está registrado que Pablo fue decapitado en la misma Roma, y que Pedro también fue crucificado bajo Nerón,"basándose en una carta de Dionisio de Corinto (166-174 d. C.). Respecto de la fecha, la tradición la hace contemporánea de la muerte de Pedro, sobre la cual tampoco exista ninguna fuente histórica pero que suele datarse entre 64 y 67. Algunos biógrafos modernos, por el contrario, han propuesto fechas anteriores, hacia el año 58, o a lo sumo a principios de la década del año 60.
El texto apócrifo conocido bajo el título de Hechos de Pablo afirmó que el martirio de Pablo habría sido por decapitación.Tertuliano tenía la misma opinión, estableciendo un paralelo con la ejecución de Juan el Bautista por el mismo método:

¡Cuán feliz es su iglesia, en la cual los apóstoles derramaron toda su doctrina junto con su sangre! ¡Donde Pedro soportó una pasión como la de su Señor! Donde Pablo ganó su corona en una muerte como la de Juan (el Bautista).

Autores posteriores añadieron algunos detalles. Por ejemplo Jerónimo, en su obra De Viris Illustribus (392 d. C.), afirmó que "Pablo fue decapitado en el decimocuarto año de Nerón y que fue enterrado en la vía Ostia en Roma".

### Sepultura y culto

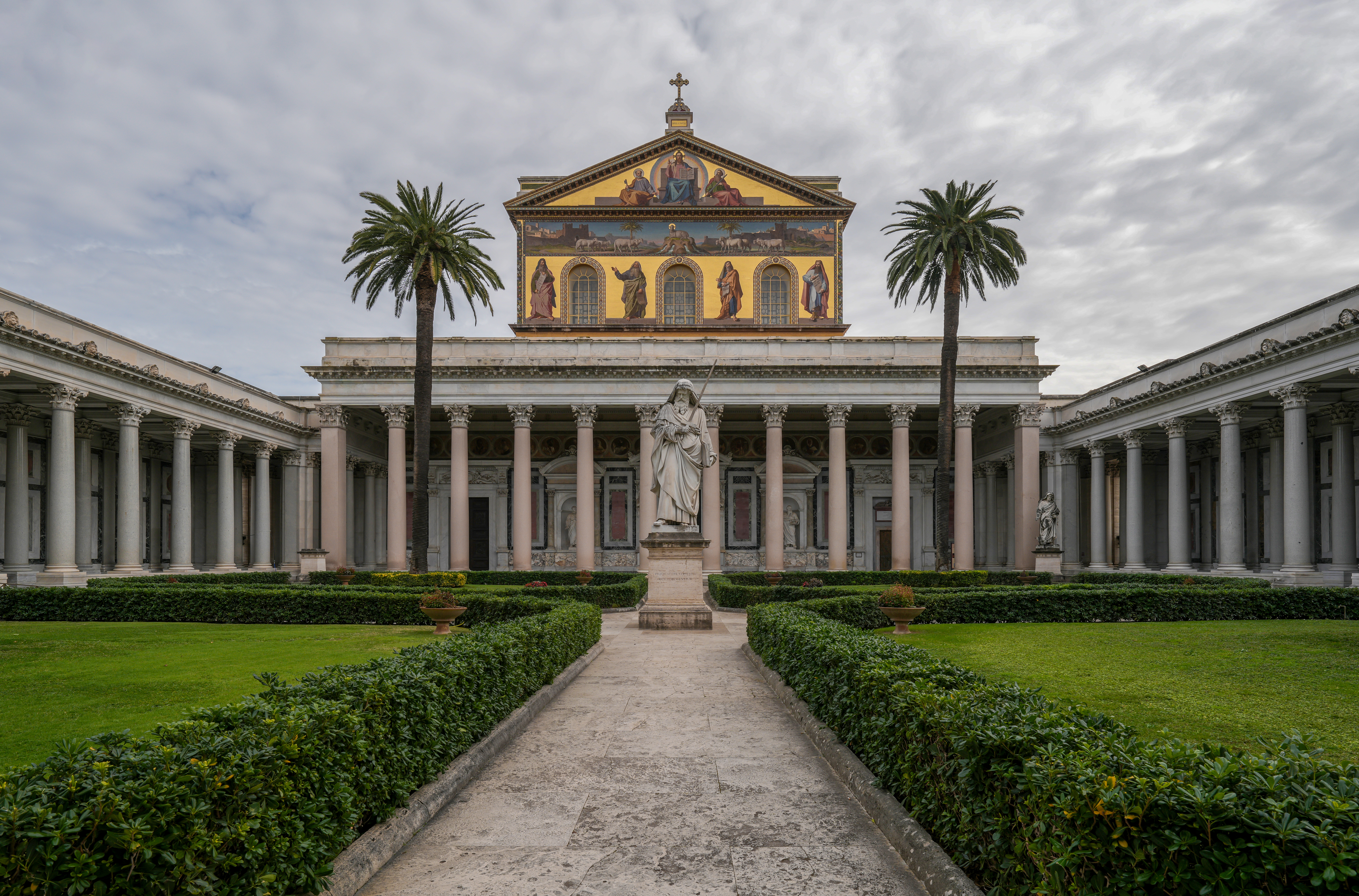
Basílica de San Pablo Extramuros. Se supone con fundamentos que la basílica se edificó en el lugar donde descansan los restos del Apóstol.

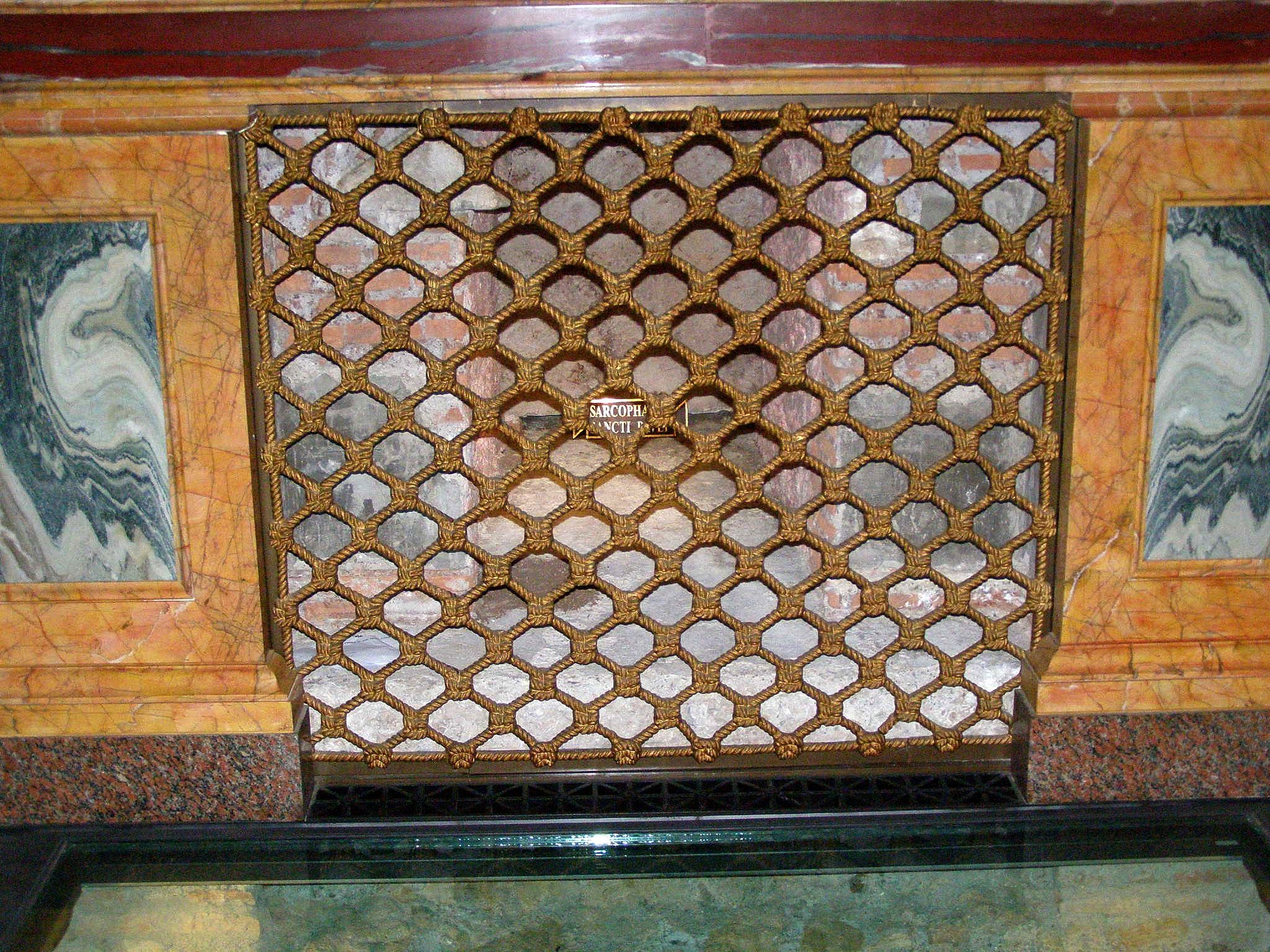
Tumba de San Pablo en la Basílica de San Pablo Extramuros.

Se encuentra documentada la forma en que se desarrolló prontamente el culto a Pablo en Roma y cómo se expandió posteriormente por distintas localidades europeas y norteafricanas.
Entre las fuentes más antiguas que vinculan la muerte de Pablo con Roma se encuentran el testimonio de su sepultura en la vía Ostiensis por parte del presbítero Caius a fines del siglo II o principios del siglo III, y un calendario litúrgico del siglo IV sobre el entierro de los mártires.

Yo puedo mostrarte los trofeos de los Apóstoles; si quieres ir al Vaticano o a la vía Ostiense, encontrarás los trofeos de los fundadores de esta Iglesia.
Caius, recogido por Eusebio de Cesarea, Historia eclesiástica II, 25:7

Asimismo, la Pasión de Pablo del Pseudo Abdías (siglo VI) señaló la sepultura del Apóstol «fuera de la ciudad […], en la segunda milla de la vía Ostiense», más precisamente «en la hacienda de Lucina», una matrona cristiana, donde más tarde se levantaría la basílica de San Pablo Extramuros.
Hacia el siglo V, el texto apócrifo del Pseudo Marcelo, conocido bajo el título de Hechos de Pedro y Pablo 80, señaló que el martirio de Pablo habría sido por decapitación en las Acque Salvie, en la vía Laurentina, hoy abadía delle Tre Fontane, con un triple rebote de su cabeza que aseguraba haber causado la generación de tres vías de agua. Esta noticia es independiente de todas las anteriores y tardía, lo que sugiere su carácter legendario.
Tras una serie de excavaciones realizadas en la basílica romana de San Pablo Extramuros desde 2002, un grupo de arqueólogos del Vaticano descubrieron en 2006 restos humanos óseos en un sarcófago de mármol ubicado bajo el altar mayor del templo. La tumba data aproximadamente del año 390. Mediante la técnica de datación por medición del carbono-14, pudo determinarse que los restos óseos datan del siglo I o II. En junio de 2009, el papa Benedicto XVI anunció los resultados de las investigaciones realizadas hasta ese momento y expresó su convicción de que, por los antecedentes, ubicación y datación, podría tratarse de los restos del Apóstol.

## Valoraciones de Pablo de Tarso
Tanto durante su vida como en las siguientes generaciones, la figura y el mensaje de Pablo de Tarso fueron motivo de debate, generaron juicios de valor marcadamente contrastantes, y llegaron a suscitar reacciones extremas. De hecho, el propio Clemente de Roma sugirió que Pablo fue entregado a la muerte «por celos y envidias».

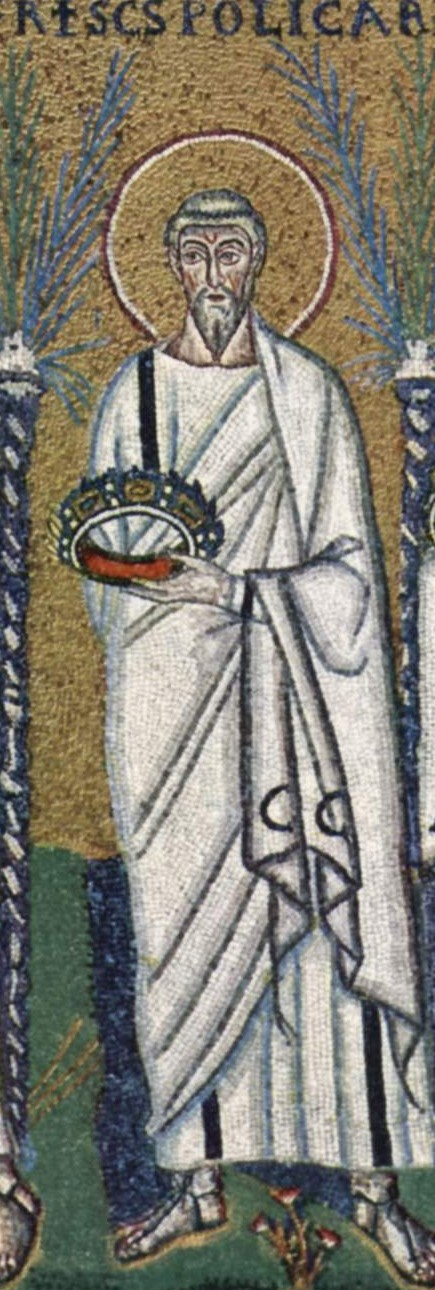
Representación de Policarpo de Esmirna, uno de los padres apostólicos que expresó su admiración por Pablo. Basílica de San Apolinar el Nuevo en Rávena, ca. 526.

Por una parte, tres de los padres apostólicos de los siglos I y II, Clemente de Roma, Ignacio de Antioquía (particularmente en su Carta a los romanos) y Policarpo de Esmirna (en su Epístola a los filipenses), se refirieron a Pablo y manifestaron su admiración por él. Policarpo llegó a expresar que no sería capaz de aproximarse a «la sabiduría del bienaventurado y glorioso Pablo»:

«Porque ni yo ni otro alguno semejante a mí puede competir con la sabiduría del bienaventurado y glorioso Pablo, quien, morando entre vosotros, a presencia de los hombres de entonces, enseñó puntual y firmemente la palabra de la verdad; y ausente luego, os escribió cartas, con cuya lectura, si sabéis ahondar en ellas, podréis edificaros en orden a la fe que os ha sido dada […]».
Policarpo de Esmirna, Epístola a los filipenses III

Por otra, la corriente judeocristiana de la Iglesia primitiva tendió a ser refractaria a Pablo, a quien pudo considerar rival de Santiago y Pedro, los líderes de la Iglesia de Jerusalén. De allí que especialistas como Bornkamm interpreten que la Segunda epístola de Pedro, un escrito canónico tardío datado de los años 100-150, expresa cierta «cautela» respecto de las epístolas paulinas. Si bien esta carta menciona a Pablo como «querido hermano», parece tratar sus escritos con alguna reserva por las dificultades que podrían suscitarse en su comprensión, con lo que «los débiles o no formados podrían torcer su doctrina, para su propia perdición» (2 Pedro 3, 15-16).
Los padres de la Iglesia subsiguientes avalaron y utilizaron las cartas de Pablo de forma sostenida. Ireneo de Lyon, a fines del siglo II y a propósito de la sucesión apostólica en las distintas iglesias, señaló a Pablo junto a Pedro como base de la Iglesia de Roma. Contra los extremismos, tanto de los judeocristianos antipaulinos como de Marción y de los gnósticos, el propio Ireneo expuso su postura según la cual existía consonancia entre los evangelios, los Hechos de los Apóstoles, las cartas paulinas y las Escrituras hebreas:

Todavía hemos de añadir a las palabras del Señor las palabras de Pablo, examinar su pensamiento, exponer al apóstol, aclarar todo lo que ha recibido de otras interpretaciones por parte de los herejes, que no comprenden lo más mínimo de lo que dijo Pablo, mostrar la estupidez de su locura y demostrar, precisamente a partir de Pablo —de quien ellos sacan sus objeciones contra nosotros—, que son unos mentirosos, mientras que el apóstol, heraldo de la verdad, enseñó todas las cosas plenamente de acuerdo con la predicación de la verdad […].
Ireneo de Lyon, Adversus haereses IV, 41, 4.

Quizá el culmen de la influencia de Pablo de Tarso entre los padres de la Iglesia haya tenido lugar en la teología de Agustín de Hipona, en particular contra el pelagianismo. La diversidad notable de valoraciones de la figura y obra de Pablo continuaron a través del tiempo, y se puede resumir en el decir de Romano Penna:

San Juan Crisóstomo lo exaltaba como superior a muchos ángeles y arcángeles (cf Paneg. 7,3); Martín Lutero sostenía que no había nada en el mundo tan audaz como su predicación (cf Tischr. 2,277); un hereje ibérico del s. VIII, Migecio, proclamaba incluso que en él se había encarnado el Espíritu Santo; y un estudioso de comienzos del s. XX lo consideraba como el segundo fundador del cristianismo (W. Wrede). Otras definiciones son más corrientes, como «el misionero más grande», «el decimotercer apóstol», «el primero después del Único» o, más simplemente, el «vaso de elección» (que Dante, Inf. 2,28, toma de Hechos 9, 15).
R. Penna

Las interpretaciones que de los escritos de Pablo de Tarso hicieron Martín Lutero, Juan Calvino tuvieron influencia importante en la Reforma Protestante del siglo XVI. En el siglo XVIII, el epistolario paulino fue fuente de inspiración para el movimiento de John Wesley en Inglaterra. En el siglo XIX, resurgió la hostilidad declarada contra Pablo. Quizá el detractor más extremo en su ferocidad haya sido Friedrich Nietzsche en su obra El Anticristo, donde acusa a Pablo y a las primeras comunidades cristianas de desvirtuar totalmente el mensaje de Jesús:

A la «buena nueva» le sucedió inmediatamente la peor de todas: la de Pablo […] La vida, el ejemplo, la doctrina, la muerte, el sentido y el derecho del evangelio entero, todo eso dejó de existir cuando este falsario por odio comprendió que era lo único que podía usar. ¡No la realidad, no la verdad histórica! […] Borró sencillamente el ayer, el anteayer del cristianismo, se inventó una historia del «cristianismo primitivo» […] Más tarde la Iglesia falseó incluso la historia de la humanidad, convirtiéndola en prehistoria del cristianismo...
Friedrich Nietzsche, El Anticristo, 42.

Paul de Lagarde quien pregonaba una «religión alemana» y una «iglesia nacional», atribuyó lo que él consideró la «evolución nefasta del cristianismo» al hecho de que «una persona absolutamente incompetente (Pablo) logró influir en la iglesia». En las antípodas, la teología dialéctica de Karl Barth, un antecedente intelectual relevante en la lucha contra el nacionalsocialismo, nació con el comentario de 1919 de este teólogo suizo a la Carta a los romanos.
Con todo, Raymond E. Brown previno acerca de dos tendencias: (1) la que propende a maximizar ciertas perspectivas anacrónicas referidas a Pablo, y (2) la que extrema las diferentes posturas que pudieran haber existido en las primeras comunidades cristianas. Más allá de las diferencias entre el cristianismo paulino por un lado y el judeocristianismo de Santiago y Pedro por otro, ellos mantuvieron una fe en común. Y la fecha tardía de la redacción de la Segunda epístola de Pedro permite suponer que las diferencias de opinión existentes entre las distintas corrientes básicas del cristianismo primitivo no sofocaron su pluralidad interna, tal como cristalizó en el canon bíblico.

## Temas paulinos

### Redención
La teología de la redención fue uno de los principales asuntos abordados por Pablo. Pablo enseñó que los cristianos fueron redimidos de la Ley y del pecado por la muerte de Jesús y su resurrección. Su muerte fue una expiación y, por la sangre de Cristo, se estableció la paz entre Dios y el hombre. Por el bautismo, un cristiano toma su parte en la muerte de Jesús y en su victoria sobre la muerte, recibiendo gratuitamente una renovada condición de hijo de Dios.

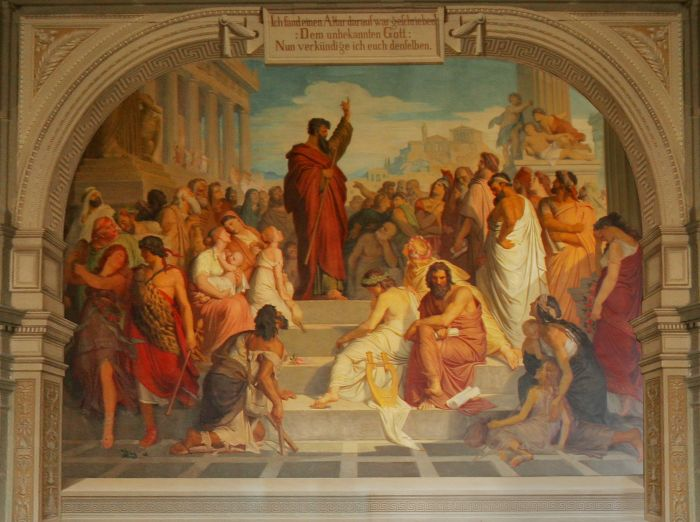
Pablo predicando en Atenas.
Pintura en la pared del auditorio Weise-Gymnasium, en Zittau, en Sajonia.

### Relación con el judaísmo

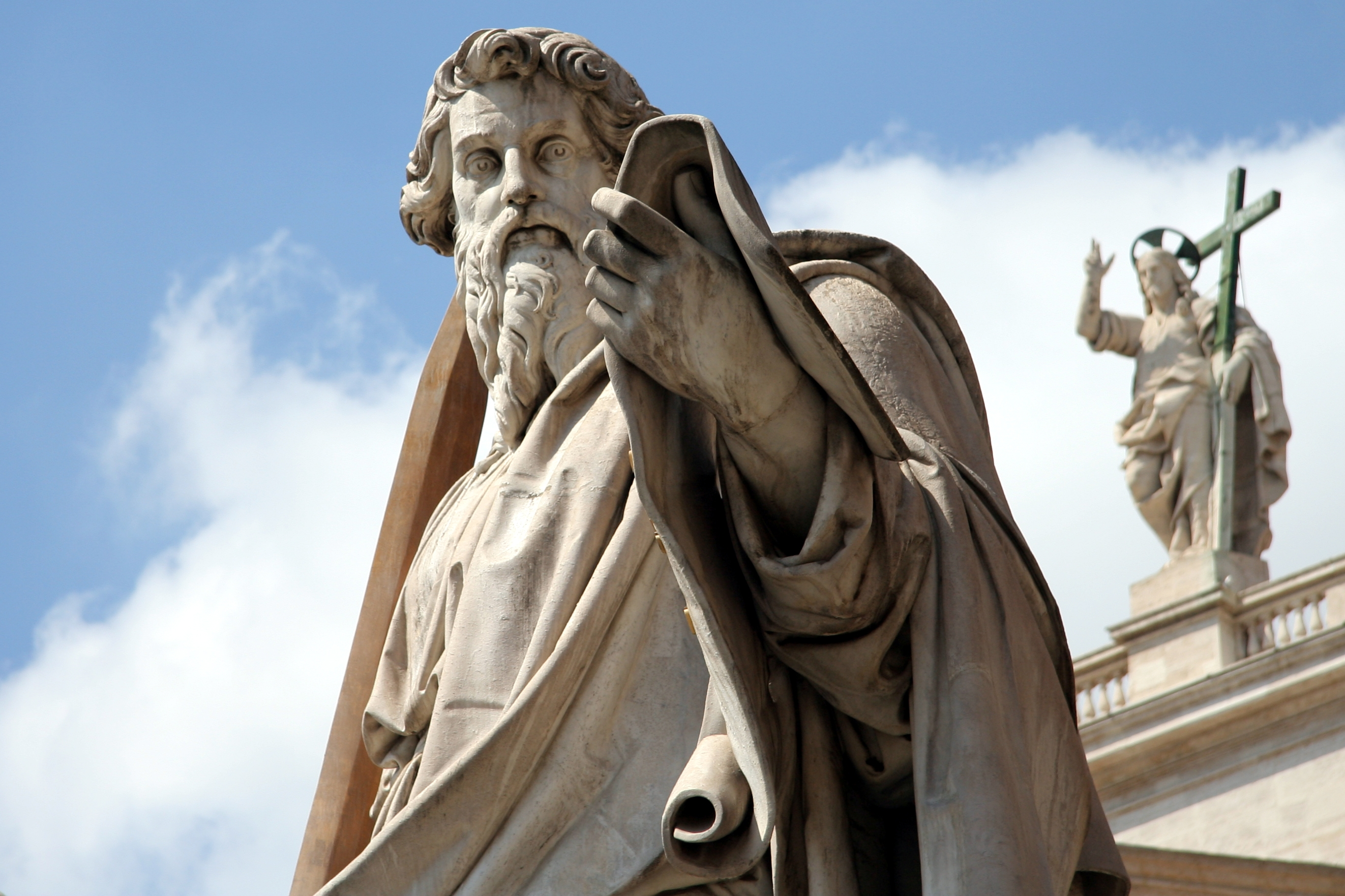
Estatua de Pablo de Tarso en la Basílica de San Pedro.

Pablo era judío, de la escuela de Gamaliel, de denominación fariseo, mencionando esto último como algo de lo que se sentía orgulloso (Fil 3:5).
El punto principal de su mensaje era que los gentiles no tienen necesidad de circuncidarse al igual que los judíos (1Cor 3:2), de hecho una buena parte de sus enseñanzas es un énfasis a los gentiles para que comprendan que su salvación no depende de copiar los rituales judíos; sino que tanto judíos como gentiles, en última estancia, son salvos por gracia divina [claro que la gracia Divina se aplica por medio de la Fe (fidelidad)]. Los estudiosos contemporáneos, sin embargo, debaten acerca de si cuando Pablo habla de "fe/fidelidad en/de Cristo" (el genitivo griego es susceptible de ambas interpretaciones, objetiva y subjetiva) se refiere en todos los casos a la fe en Cristo como algo necesario para alcanzar la salvación (no solo por parte de los gentiles, sino también de los judíos) o si en ciertos casos se refiere más bien a la fidelidad del propio Cristo hacia los hombres (como instrumento de la salvación divina dirigida a los judíos y los gentiles por igual)
Fue el pionero en comprender que el mensaje de salvación de Jesús que comenzaba en Israel, se expandía a toda criatura independientemente de su origen. Para Saulo (en hebreo: Shaúl) los seguidores gentiles de Jesús no deben seguir los mandamientos de la Torá (ley) que son exclusivos al pueblo de Israel. Y así queda establecido en el Concilio de Jerusalén (Gal 2:7-9), que los gentiles solo deben guardar los preceptos de los gentiles (comúnmente conocidos en el judaísmo como: preceptos noájidas; Hch 21:25; Talmud, Sanedrín 56a y b).
Muchas de sus enseñanzas, al ser dirigidas a un pueblo gentil eran mal entendidas y mal interpretadas (2P 3:15-16). Algunos judíos por un lado interpretaron que Pablo enseñaba a abandonar la Torá de Moisés (Hch 21:28; Hch 21:21), lo cual no era cierto, y él mismo lo tuvo que desmentir (Hch 25:8; Hch 21:24,26).
Por otro lado, había gentiles que interpretaban que la salvación por gracia les permitía pecar, y también lo tuvo que desmentir (Rom 6:15).
Recientemente, algunos investigadores como Krister Stendahl, Lloyd Gaston, John G. Gager, Neil Elliott, William S. Campbell, Stanley K. Stowers, Mark D. Nanos, Pamela Eisenbaum, Paula Fredriksen, Caroline Johnson Hodge, David J. Rudolph y, en España, Carlos A. Segovia, han defendido que Pablo no buscó superar ni reformar el judaísmo, sino incorporar a los gentiles a Israel por medio de Cristo sin obligarles a renunciar a su condición de gentiles. Esta interpretación recibe el nombre "nuevo enfoque radical sobre Pablo" y contrasta tanto con su interpretación cristiana tradicional como con la llamada "nueva perspectiva sobre Pablo" de James D. G. Dunn y Nicholas Thomas Wright, según la cual Pablo se propuso reformar el judaísmo.

### Papel de las mujeres
Un versículo en la Primera Epístola a Timoteo, tradicionalmente atribuido a Pablo, muchas veces es utilizado como mayor fuente de autoridad en la Biblia para que las mujeres sean vedadas al sacramento del orden, además de otras posiciones de liderazgo y ministerio en el cristianismo. La Epístola a Timoteo es también muchas veces utilizada por muchas iglesias para negarles el voto en asuntos eclesiásticos y posiciones de enseñanza para público adulto y también el permiso para el trabajo misionero.

11 Que la mujer aprenda en silencio y con toda sujeción;
12 pues no permito que la mujer enseñe ni ejerza dominio sobre el hombre, sino que guarde silencio.

13Porque primero fue formado Adán, y después Eva.

14y el engañado no fue Adán, sino que la mujer, al ser engañada, incurrió en transgresión;
1 Timoteo 2, 11-14

Este pasaje parece estar diciendo que las mujeres no deben tener en la iglesia ningún papel de liderazgo frente a los hombres. Si ella también prohíbe a las mujeres enseñar a otras mujeres o a niños es dudoso, pues incluso la Iglesia católica —que prohíbe la ordenación de mujeres para el sacerdocio— permite que abadesas enseñen y asuman posiciones de liderazgo sobre otras mujeres. Cualquier interpretación de esta parte de las Escrituras tiene que confrontarse con las dificultades teológicas, contextuales, sintácticas y léxicas de estas pocas palabras.
El teólogo JR Daniel Kirk encontró un importante papel para las mujeres en la Iglesia antigua, como por ejemplo cuando Pablo elogió a Febe por su trabajo como diaconisa y también Junia, considerada por algunos como la única mujer en ser citada en el Nuevo Testamento entre los apóstoles. Kirk apunta a estudios recientes que llevaron a algunos a concluir que el paso que obliga a las mujeres a "quedarse calladas en las iglesias" en 1 Corintios 14, 34 fue una adición posterior, aparentemente por un autor diferente y no era parte de la carta original de Pablo a la iglesia de Corinto. Otros, como Giancarlo Biguzzi, alegan que la restricción de Pablo sobre las mujeres en Corintios es genuina, pero se aplica al caso particular de prohibirlas de hacer preguntas o de conversar, y no una prohibición generalizada contra las mujeres hablar, pues en 1 Corintios 11, 5 Pablo afirma el derecho de las mujeres de profetizar.

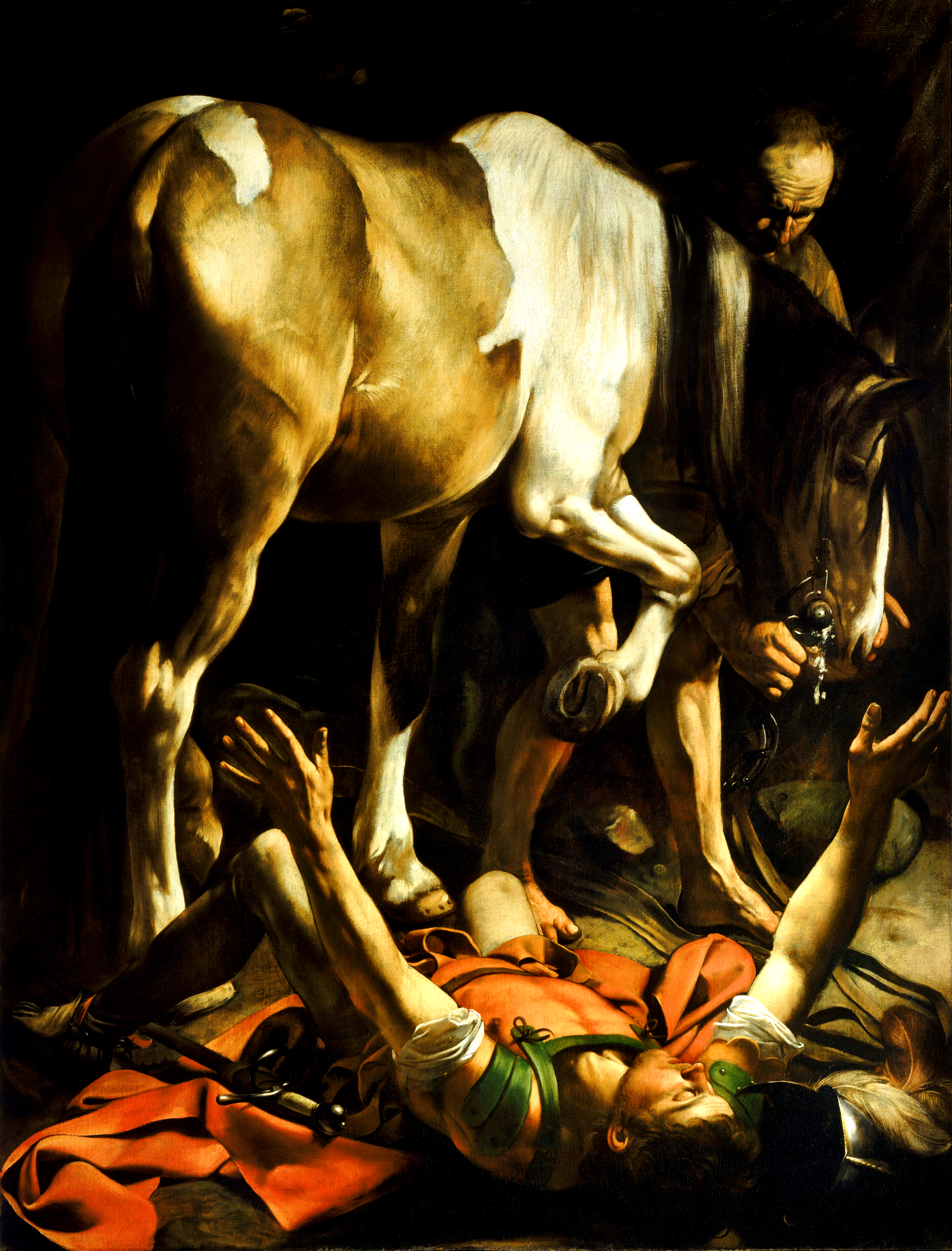
Conversión en el Camino a Damasco
de Caravaggio, en la Iglesia de Santa María del Pueblo, en Roma.

El tercer ejemplo de Kirk de una visión más inclusiva está en Gálatas 3, 28 Al anunciar un fin dentro de la Iglesia de las divisiones que eran tan comunes en todo el mundo, concluye destacando que "...había mujeres del Nuevo Testamento que enseñaron y tenían autoridad en la Iglesia antigua y que estas enseñanzas y esta autoridad eran sancionadas por Pablo y que el apóstol mismo ofrece un paradigma teológico dentro del cual la superación de la subyugación de la mujer es un resultado esperado".

## Carácter y legado de Pablo
El carácter y el legado de Pablo se verificaron: (1) en las comunidades por él fundadas y en sus colaboradores; (2) en sus cartas auténticas; y (3) en las llamadas cartas deuteropaulinas, surgidas quizá de una escuela que nació y creció en torno al Apóstol. Es a partir de ese legado inmediato que surgió todo su influjo posterior.

### Comunidades y colaboradores
Pablo utilizó para con sus comunidades y colaboradores un lenguaje apasionado. A los tesalonicenses les escribió que eran su esperanza, su gozo, su corona, su gloria; a los filipenses les dijo que Dios era testigo de cuánto los amaba con el entrañable amor de Jesucristo,  y que resplandecían como antorchas en el mundo. A los miembros de la comunidad de Corinto les advirtió que no sería indulgente con ellos, pero no sin antes comentarles que les había escrito con muchas lágrimas para que supieran cuán grande era el amor que les tenía.
Se especula que Pablo debió ser un hombre capaz de suscitar profundos sentimientos de amistad, ya que sus cartas dan muestras de lealtad por parte de un amplio abanico de personajes con nombre propio. Timoteo, Tito, Silas, todos formaron parte del equipo paulino, llevando sus cartas y sus mensajes, a veces en circunstancias difíciles. Los esposos cristianos Priscila –también llamada Prisca– y Aquila, cuya amistad hacia Pablo de Tarso resultó entrañable, fueron capaces de levantar su tienda y partir con él desde Corinto a Éfeso y luego ir a Roma, de donde habían sido exiliados previamente, para preparar la llegada del Apóstol. Vidal sugiere que en Éfeso fueron ellos quienes, en una intervención riesgosa, habrían logrado la liberación de Pablo, lo que justificó el encomio del Apóstol:

Saluden a Prisca (Priscila) y Aquila, colaboradores míos en Cristo Jesús. Ellos expusieron sus cabezas para salvarme. Y no solo les estoy agradecido yo, sino también todas las Iglesias de la gentilidad.
Pablo, Epístola a los romanos 16, 3-4

A ellos se suma Lucas, a quien por tradición se identifica con el autor del evangelio homónimo y de los Hechos de los Apóstoles. Se menciona su nombre entre los de los colaboradores de Pablo. Según la Segunda epístola a Timoteo, habría acompañado a Pablo hasta su final (2 Timoteo 4, 11).

### Las epístolas paulinas auténticas

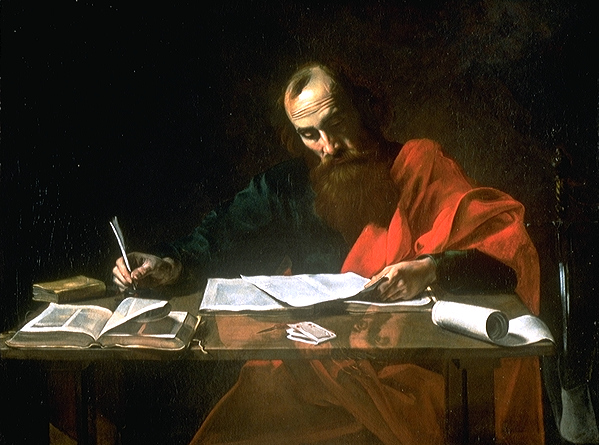
San Pablo escribiendo sus epístolas, obra de Valentin de Boulogne o Nicolas Tournier, del.

Las cartas auténticas de Pablo son un conjunto de escritos neotestamentarios conformado por las siguientes obras:
- la Primera epístola a los tesalonicenses
- la Epístola a los filipenses
- la Primera epístola a los corintios
- la Segunda epístola a los corintios
- la Epístola a los gálatas
- la Epístola a Filemón
- la Epístola a los romanos.

Este corpus de epístolas auténticas es único en más de un sentido:
1. Porque se conoce a ciencia cierta su autor, y su autenticidad resulta reconocida ampliamente desde el análisis científico-literario actual.
2. Porque su fecha de redacción es la más antigua de los libros del Nuevo Testamento, apenas 20-25 años posterior a la muerte de Jesús de Nazaret, y probablemente anterior incluso a la de los evangelios en su versión definitiva conocida hoy, por lo que constituyen documentación de carácter capital en cualquier análisis sobre los inicios del cristianismo.
3. Porque ninguna otra personalidad del Nuevo Testamento se conoce a nivel semejante a través de sus escritos.

El conocimiento que Pablo tenía de la cultura helénica —hablaba fluidamente tanto el griego como el arameo— le permitió predicar el Evangelio con ejemplos y comparaciones comunes de esta cultura, por lo que su mensaje cosechó un pronto éxito en territorio griego. Pero esta característica también dificultó por momentos la exacta comprensión de sus palabras, ya que Pablo recurría en ocasiones a nociones helenísticas alejadas del judaísmo, mientras que otras veces hablaba como un judío estricto y observante de la Ley.  De ahí que en la Antigüedad algunas de sus afirmaciones fueran calificadas como «τινα δυσνοητα» (transliterado, tina dysnoēta, que significa puntos ‘difíciles de entender’; y que hasta hoy se susciten polémicas en la interpretación de ciertos pasajes y temas de las cartas paulinas, como, por ejemplo, la relación entre judíos y gentiles, entre gracia y Ley, etc. Por otra parte, es claro que sus epístolas fueron escritos de ocasión, respuestas a situaciones concretas. Por ello el análisis exegético moderno, más que esperar de cada una de ellas una formulación sistemática del pensamiento del Apóstol, examina las dificultades y particularidades que él presenta, analiza su evolución y debate sobre su integridad.
Aunque las cartas tuvieron por función inmediata abordar problemas resultantes de situaciones concretas, es muy verosímil que las comunidades a las cuales estas cartas estuvieron dirigidas las hayan atesorado, y que prontamente las compartieran con otras comunidades paulinas. Así, resulta altamente probable que hacia fines del siglo I estos escritos ya existieran como corpus, resultante del trabajo de una escuela paulina que recopiló sus cartas para conformar el legado escrito del Apóstol.

### Las epístolas pseudoepigráficas
Existe, además de las cartas de Pablo, un conjunto de escritos epistolares que se presentan como suyos pero que la crítica moderna, conocedora del fenómeno de la pseudoepigrafía típico de las obras antiguas orientales y griegas, atribuye a diferentes autores asociados con Pablo. Se trata de las siguientes obras:
- la Segunda epístola a los tesalonicenses
- la Epístola a los colosenses
- la Epístola a los efesios
- la Primera epístola a Timoteo
- la Segunda epístola a Timoteo
- la Epístola a Tito.

El hecho de que se sugiera que estos escritos canónicos son pseudoepigráficos o deuteropaulinos, lejos de quitarle notoriedad al Apóstol la incrementaron, porque significa que una «escuela», quizá ya establecida en torno al mismo Pablo y depositaria de su legado, recurrió a la autoridad del Apóstol para validar sus escritos.

## Teología paulina

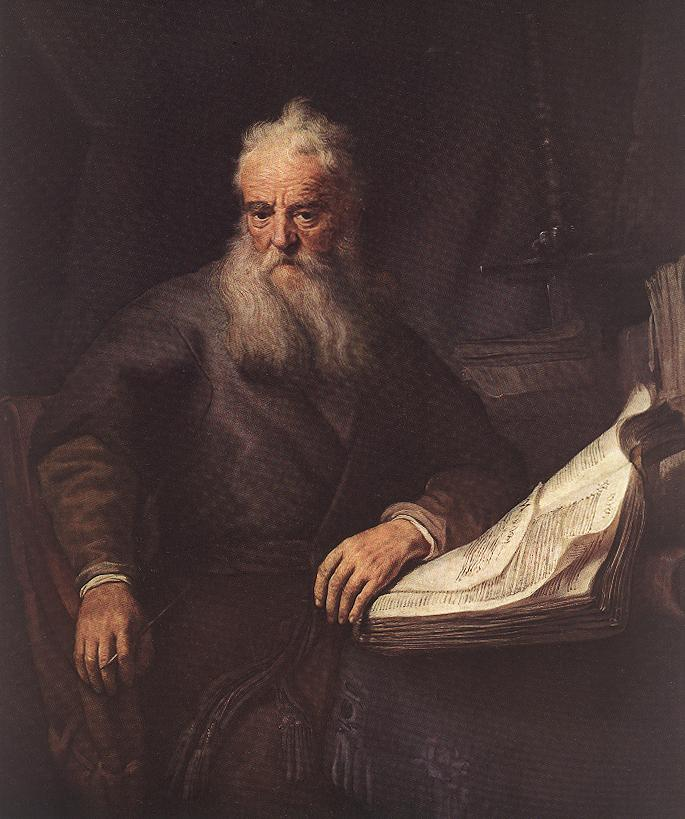
Pablo el Apóstol, de Rembrandt. Óleo sobre lienzo ubicado en el Museo de Historia del Arte de Viena. El códice bajo el brazo izquierdo del Apóstol simboliza las epístolas paulinas.

Se denomina teología paulina al estudio razonado, sistemático e integral del pensamiento de Pablo de Tarso, que experimentó desarrollos y retoques en las sucesivas interpretaciones que se hicieron de sus escritos. La presentación sumaria de la teología de san Pablo es muy ardua. La mayor dificultad de cualquier intento de sistematización del pensamiento del Apóstol radica en que Pablo no era un teólogo sistemático, por lo cual cualquier categorización y ordenamiento parece responder más a las preguntas del exégeta que a esquemas paulinos.
Por mucho tiempo el debate estuvo supeditado a una disyuntiva. Según la tesis luterana clásica, el tema fundamental de la teología paulina sería el de la justificación de la fe sin las obras de la Ley. A partir de esa tesis se llegó a considerar que en la doctrina paulina así entendida estaba el núcleo central del anuncio cristiano. En el siglo XX, la postura a favor del principio de la sola fide fue una constante en el trasfondo y en la orientación del pensamiento de Rudolf Karl Bultmann y también se presentó, con una variedad de matices, en seguidores suyos tales como Ernst Käsemann o G. Bornkamm.
Desde el punto de vista del catolicismo, si bien la justificación forma parte del mensaje paulino, no constituye su núcleo central único. El argumento tradicional católico sostenía que Dios, más que «declarar justo» al hombre, hace justo al hombre transformándolo.
En los últimos años, diferentes estudiosos protestantes, tales como Krister Stendahl, Ed Parish Sanders, y James D. G. Dunn, criticaron la postura luterana clásica que oponía una fe cristiana portadora de la gracia y de la libertad contra un presunto judaísmo tradicional afecto al legalismo y exaltación soberbia de la observancia de las prescripciones mosaicas. Después de presentar la dificultad de «escribir una teología de Pablo», James Dunn propuso en su libro a modo de esquema lo siguiente: Dios y la humanidad – la humanidad bajo interdicción – el Evangelio de Jesucristo – el comienzo de la salvación – el proceso de la salvación – la Iglesia – la ética.
Los autores católicos (Lucien Cerfaux, Rudolf Schnackenburg, y particularmente Joseph A. Fitzmyer) centraron la teología de Pablo en su pensamiento sobre Cristo, particularmente sobre su muerte y su resurrección. J. Fitzmyer señaló la cristología como centro de la teología paulina. Para él, la teología paulina sería una teología cristocéntrica, es decir, una teología cuyo eje principal es Cristo muerto y resucitado. Otros autores como Joachim Gnilka y Giuseppe Barbaglio hablan de un teocentrismo paulino, lo que quiere implicar que todo el pensamiento de Pablo arranca de Dios y vuelve a Él.
Por otra parte, una detallada observación de las epístolas paulinas auténticas permite advertir que en el pensamiento del Apóstol se produjo una evolución y que, en consecuencia, no se podría hablar de un único centro de interés en su predicación. G. Barbaglio propuso que el Apóstol escribe una «teología en epístola». De allí que el esquema de Barbaglio consistió en presentar la teología de cada carta siguiendo cronológicamente cada una de las siete epístolas auténticamente paulinas, para finalizar con un capítulo titulado: «Coherencia de la teología de Pablo: hermenéutica del Evangelio».
Según R. Penna, se tiende a aceptar que en el centro del pensamiento de Pablo se encuentra el «evento-Cristo», hecho concluyente en «su teología». La discusión discurre sobre las consecuencias (antropológicas, escatológicas, eclesiológicas) de ese dato. Brown sugirió que todas las propuestas encierran parte de verdad, pero derivan de «juicios analíticos» posteriores a Pablo.

## Representaciones artísticas

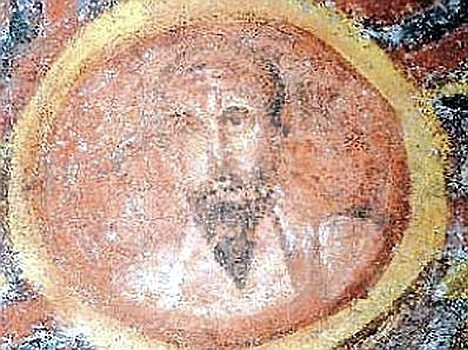
Imagen de Pablo de Tarso, el Apóstol, datada de ca. 380, descubierta en las catacumbas romanas de Santa Tecla.

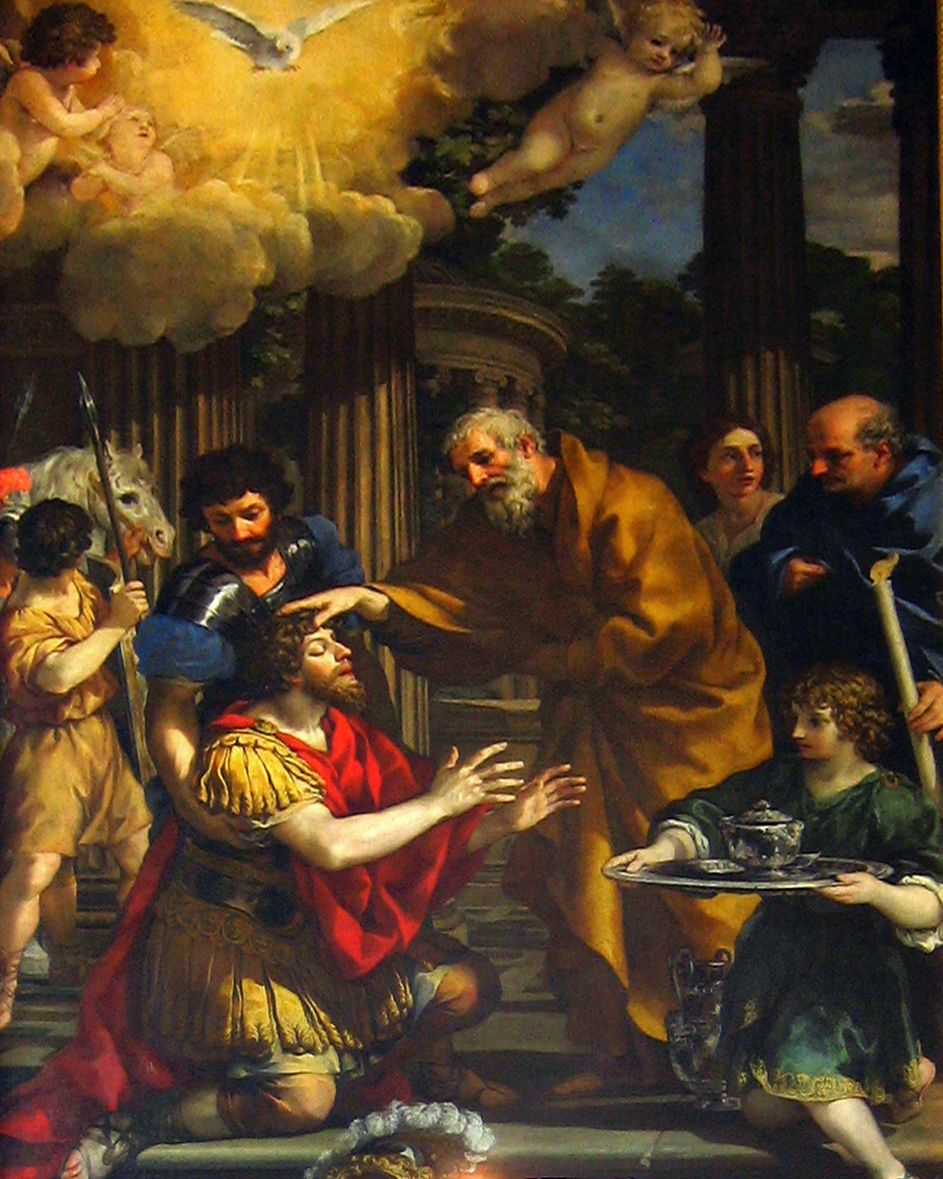
Anania ridà la vista a san Paolo (Ananías restaura la vista a san Pablo), lienzo de Pietro da Cortona (ca. 1631) ubicado en Santa Maria della Concezione dei Cappuccini, Roma.

Pablo, como otros apóstoles relevantes, tuvo un amplísimo tratamiento en el arte. En especial, su episodio de conversión fue tratado por maestros italianos como Parmigianino (Museo de Historia del Arte de Viena), Miguel Ángel (mural en la Capilla Paulina del Palacio Apostólico de la Ciudad del Vaticano) y Caravaggio (Basílica de Santa María del Popolo, Roma). Otros momentos frecuentemente escogidos fueron la predicación en el Areópago (Rafael, Capilla Sixtina -también pintó el rechazo del mago Elimas y el sacrificio de Listra-), el descenso en canasta de las murallas de Damasco, el naufragio, el episodio de las serpientes, el éxtasis, la estancia en prisión y el martirio.
No suele aparecer en las series referidas a los doce apóstoles que conocieron en vida a Cristo, pero muy a menudo se le representa en pareja con Simón Pedro. En este caso suelen distinguirse por sus atributos: en san Pedro, las llaves que simbolizan su elección como jefe de la Iglesia, y en san Pablo la espada que simboliza su martirio -además de referirse a un pasaje de su carta a los Efesios: la espada del Espíritu, que es la palabra de Dios-). También es frecuente la presencia de un libro que representa su condición de autor de textos neotestamentarios (aunque esto también identifica a Pedro y a otros apóstoles). A veces se representa a Pedro y Pablo como teólogos debatiendo.
El origen de su iconografía, que fija unos rasgos característicos y repetidos a lo largo de los siglos, se remonta al arte paleocristiano, que la entronca con la tradición greco-romana de representación de filósofos como Plotino.

## Citas bíblicas
1. ↑  2 Corintios 11, 23-29.
2. ↑  Hechos 7, 58; Hechos 8, 1-3; Hechos 9,1.
3. ↑  1 Samuel 9, 2; 1 Samuel 10, 1.
4. ↑  Hechos 9, 4.17; Hechos 22, 7.13; Hechos 26, 14.
5. ↑  Hechos 13, 9.
6. ↑  Hechos 16, 39 . 22, 27-28 . 25, 10.
7. ↑  Filemón 1, 9.
8. ↑  Filemón 1, 1.
9. ↑  Hechos 9, 11; 21, 39; 22, 3.
10. ↑  Hechos 22, 22-29.
11. ↑  Hechos 16, 37-38; 22, 25-29; 23, 27.
12. ↑  Romanos 11, 1; Filipenses 3, 5.
13. ↑  Hechos 22, 3.
14. ↑  Hechos 26, 5.
15. ↑  Gálatas 1, 13; Filipenses 3, 6.
16. ↑  2 Corintios 11, 22; Gálatas 2, 15; Filipenses 3, 3-6.
17. ↑  2 Corintios 11, 24.
18. ↑  Hechos 9, 10-19.
19. ↑  Gálatas 1, 17.
20. ↑  2 Corintios 11, 32.
21. ↑  1 Corintios 11, 23; 1 Corintios 15, 3
22. ↑  Hechos 9, 29-30.
23. ↑  Hechos 11,25-30
24. ↑  Hechos 4, 36.
25. ↑  Hechos 13, 7-12.
26. ↑  Hechos 15, 38.
27. ↑  Hechos 14, 48-50.
28. ↑  Hechos 14, 28.
29. ↑  Gálatas 2, 9.
30. ↑  Gálatas 2, 11.
31. ↑  Gálatas 2, 14.
32. ↑  Hechos 15, 36-40.
33. ↑  Gálatas 4, 13-20.
34. ↑  Hechos 16, 16-40.
35. ↑  Hechos 17, 1.
36. ↑  Hechos 17, 10.
37. ↑  Hechos 17, 15.
38. ↑  Hechos 17, 22-32.
39. ↑  Hechos 18, 11.
40. ↑  Hechos 18, 1-3.
41. ↑  Hechos 18, 12-17.
42. ↑  1 Corintios 15, 32.
43. ↑  1 Corintios 16, 8-9.
44. ↑  2 Corintios 1, 8-9.
45. ↑  Hechos 18, 23.
46. ↑  Hechos 19, 8-10.
47. ↑  1 Corintios 1,10 – 4, 21.
48. ↑  1 Corintios 5, 1-13.
49. ↑  1 Corintios 6, 12-20.
50. ↑  Romanos 15, 19.
51. ↑  Hechos 20, 2-3; 1 Corintios 16, 5-6; 2 Corintios 1, 16.
52. ↑  Romanos 15, 22-24.
53. ↑  Hechos 20, 3.
54. ↑  Hechos 20, 4-6.
55. ↑  Hechos 20, 13-14.
56. ↑  Hechos 20, 17-35.
57. ↑  Hechos 21, 1-3.
58. ↑  Hechos 21, 7-8.
59. ↑  Hechos 21, 17-25.
60. ↑  Hechos 23, 6-10.
61. ↑  Hechos 23, 23-33.
62. ↑  Hechos 24, 22-27.
63. ↑  Hechos 27, 1 - 28, 16.
64. ↑  Hechos 1, 8.
65. ↑  Romanos 16:1
66. ↑  Romanos 16:7
67. ↑  1 Corintios 14, 34
68. ↑  «No hay judío ni griego; no hay esclavo ni libre; no hay hombre ni mujer; porque todos sois uno en Cristo Jesús» (Gálatas 3, 28)
69. ↑  1 Tesalonicenses 2, 19-20.
70. ↑  Filipenses 1, 8.
71. ↑  Filipenses 2, 15.
72. ↑  2 Corintios 13, 2.
73. ↑  2 Corintios 2, 4.
74. ↑  Por ejemplo, en Romanos 16, 5-14, Pablo escribió: «Saludad también a la Iglesia que se reúne en su casa. Saludad a mi querido Epéneto, primicias del Asia para Cristo. Saludad a María, que se ha afanado mucho por vosotros. Saludad a Andrónico y Junia, mis parientes y compañeros de prisión, ilustres entre los apóstoles, que llegaron a Cristo antes que yo. Saludad a Ampliato, mi amado en el Señor. Saludad a Urbano, colaborador nuestro en Cristo; y a mi querido Estaquio. Saludad a Apeles, que ha dado buenas pruebas de sí en Cristo. Saludad a los de la casa de Aristóbulo. Saludad a mi pariente Herodión. Saludad a los de la casa de Narciso, en el Señor. Saludad a Trifena y a Trifosa, que se han fatigado en el Señor. Saludad a la amada Pérside, que trabajó mucho en el Señor. Saludad a Rufo, el escogido del Señor; y a su madre, que lo es también mía. Saludad a Asíncrito y Flegonta, a Hermes, a Patrobas, a Hermas y a los hermanos que están con ellos.»
75. ↑  Filemón 1, 23-24.
76. ↑  1 Corintios 9, 19-21.
77. ↑  2 Pedro 3, 15-16.